# Allosaurus
L'Allosaurus è un genere estinto di grande dinosauro teropode vissuto nel Giurassico superiore, circa 155-145 milioni di anni fa (Kimmeridgiano-Titoniano). Il nome Allosaurus significa letteralmente "lucertola diversa" e deriva dal greco antico ἄλλος?, állos ("diverso" o "altro")). I primi resti fossili furono ritrovati nel 1877, ad opera del paleontologo Othniel Charles Marsh, che ribattezzò i resti come Antrodemus. Essendo uno dei primi dinosauri teropodi meglio conservati e più completi, questo animale ha più volte attirato l'attenzione di paleontologi e amanti dei dinosauri. Infatti, questo animale è comparso più di una volta in vari documentari e film sui dinosauri.
L'Allosaurus era un predatore bipede di dimensioni medio-grandi; il suo cranio era incredibilmente robusto e compatto e armato di una moltitudine di denti. La lunghezza di un esemplare adulto non doveva essere inferiore agli 8,5 metri (28 ft), anche se alcuni resti frammentari suggeriscono dimensioni maggiori, con esemplari che avrebbero potuto raggiungere i 12 metri (39 ft) di lunghezza. Al contrario di altri grandi teropodi, l'Allosarus possedeva lunghi arti anteriori eccezionalmente armati di grandi artigli. L'animale usava la lunga e muscolosa coda per bilanciarsi durante i movimenti. L'Allosaurus è classificato come un allosauride, un tipo di carnosauro. Tuttavia, ancora oggi il genere Allosarus ha una complicata tassonomia a causa di diverse specie (alcune non valide, altre ancora da constatare) attribuite al genere, la cui più famosa e meglio conosciuta è A. fragilis. La maggior parte dei resti di Allosaurus proviene dal Nord America, più precisamente dalla Formazione Morrison, ma sono stati rinvenuti resti anche in Portogallo e, molto probabilmente, in Tanzania. Fino al ventunesimo secolo, questo animale era noto con il nome di Antrodemus, ma uno studio su alcuni resti, provenienti dal Dinosaur Quarry Cleveland-Lloyd, ha portato il nome di "Allosaurus" di nuovo alla ribalta, diventando il nome ufficiale del genere e facendo dell'Allosaurus uno dei dinosauri meglio conosciuti.
È uno dei più grandi predatori della Formazione Morrison. Tra le sue prede abituali dovevano esserci gli ornitopodi, gli stegosauridi e i grandi sauropodi. Alcuni paleontologi pensano inoltre che l'Allosaurus vivesse e cacciasse in branco o in piccoli gruppi, come i moderni leoni; altri, invece, sostengono che si trattasse di un animale solitario e territoriale. La sua strategia d'attacco, probabilmente, prevedeva di tendere imboscate per poi attaccare la sua vittima, utilizzando la forte mascella superiore come una scure.

## Descrizione

Dimensioni di alcuni esemplari di Allosaurs a confronto con un essere umano.

L'aspetto dell'Allosaurus era quello di un tipico dinosauro teropode: il cranio era grosso e robusto, sorretto da un collo corto ma molto muscoloso, mentre tutto il corpo era bilanciato dalla lunga e muscolosa coda. La specie più famosa e meglio conosciuta Allosaurus fragilis misurava in media 8,5 metri (28 ft) di lunghezza, mentre l'esemplare più grande mai ritrovato (AMNH 680) misura circa 9,7 metri (32 ft) di lunghezza, per un peso di 2,3 tonnellate. Nella sua monografia, del 1976, sull'Allosaurus, James Madsen citò alcuni reperti dell'animale che dimostravano che in vita avrebbe potuto raggiungere anche i 12–13 metri (39–43 ft), tuttavia queste stime sono ancora in dibattito. Come per la maggior parte dei dinosauri, le stime sul peso sono molto discutibili, e dal 1980 i paleontologi hanno ipotizzato un peso dai 1.500 kg fino ai 4.000 kg, arrivando alla conclusione che un esemplare adulto medio (non al massimo) dovesse arrivare a pesare fino a 1.010 kg. John Foster, uno specialista della Formazione Morrison, afferma che un peso di 1 000 kg (2 200 lb) è ragionevole per i grandi esemplari adulti, ma che 700 kg (1 500 lb) è una stima che più si avvicina al peso stimato sulla base delle dimensioni di alcuni femori, da lui stesso misurati. Utilizzando il campione subadulto soprannominato "Big Al", assegnato alla specie A. jimmadseni, i ricercatori usando delle tecniche al computer hanno stimato un peso tra i 1.400 kg e i 2.000 kg.
Durante gli ultimi anni, molti esemplari di teropodi giganti risalenti al Giurassico americano, sono stati, erroneamente, assegnati al genere Allosaurus, per poi scoprire che si trattava di animali affini o molto simili, ma appartenenti ad un genere a sé stante. Il genere affine Saurophaganax (OMNH 1708), che poteva raggiungere i 10,9 metri (36 ft) di lunghezza, è ritenuto da alcuni una possibile nuova specie di Allosaurus, chiamato appunto A. maxims, anche se recenti studi smentiscono questa ipotesi, affermando che il Saurophaganax sia una specie a sé stante. Un altro potenziale esemplare di Allosaurus, sarebbe il genere Epanterias (AMNH 5767), che poteva raggiungere i 12,1 metri di lunghezza. Tuttavia, la recente scoperta di scheletro parziale, nella Cava di Peterson, all'interno della Formazione Morrison, in Nuovo Messico, sosterrebbe l'ipotesi che l'Epanterias non sarebbe altro che un individuo gigante di Saurophaganax.
David K. Smith, esaminando gli esemplari di Allosaurus per cava, ha notato che gli esemplari del Cleveland-Lloyd Dinosaur Quarry (Utah) sono generalmente più piccoli di quelli di Como Bluff (Wyoming) o Dry Mesa Quarry (Colorado) della Brigham Young University, sebbene la forma delle ossa non vari tra gli esemplari dei diversi siti. Uno studio successivo di Smith, che incorporava gli esemplari di Garden Park (Colorado) e del Dinosaur National Monument (Utah), non ha trovato giustificazione per più specie sulla base della variazione scheletrica; la variazione del cranio era più comune ed era graduale, suggerendo che la variazione individuale era responsabile per le differenze tra gli esemplari delle varie cave. Ulteriori studi sulla variazione relativa alle dimensioni non ha riscontrato differenze sostanziali, sebbene il materiale di Dry Mesa tendesse a raggrupparsi sulla base dell'astragalo, un osso della caviglia. Kenneth Carpenter, usando elementi del cranio dal sito Cleveland-Lloyd, notò un'ampia variazione tra gli individui, mettendo in discussione precedenti distinzioni a livello di specie basate su caratteristiche come la forma delle creste e la proposta differenziazione di A. jimmadseni basata sulla forma dell'osso giugale.

### Cranio

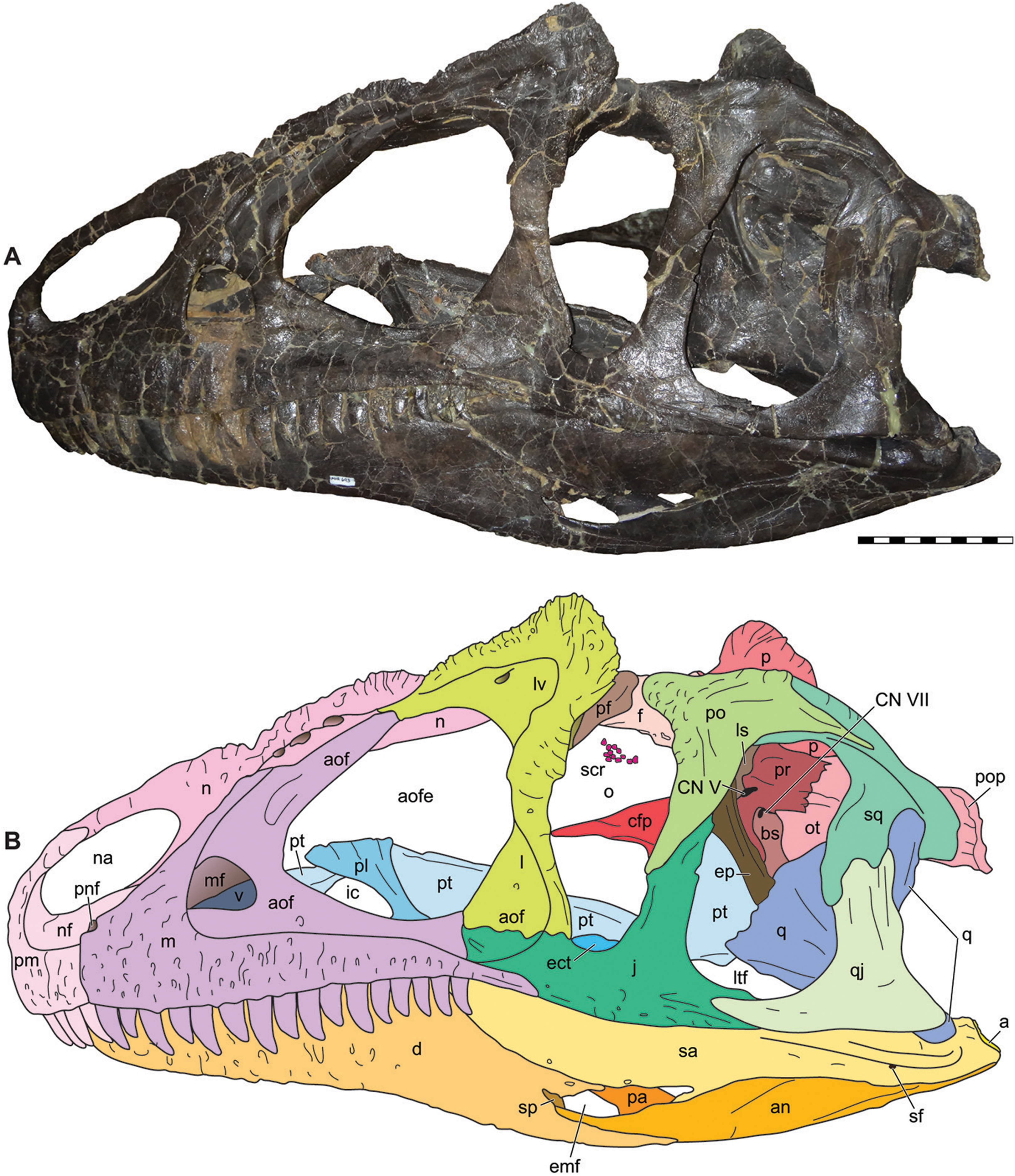
Cranio di A. jimmadseni con diagramma, che mostra le varie ossa

Il cranio e i denti dell'Allosaurus erano proporzionati alle dimensioni dell'animale; il paleontologo Gregory S. Paul stimò che un dente lungo circa 8,45 cm (3,33pollici), potesse appartenere ad un individuo di circa 7,9 metri (26 ft). La premascella, cioè le ossa che formano la punta del muso dell'animale, ospitava circa cinque denti in sezione a D, mentre le ossa mascellari ospitavano tra i 14 e i 17 denti. I denti di forma seghettata lateralmente, divenivano sempre più brevi e sottili verso la parte posteriore del cranio. Come in tutti dinosauri, anche i denti dell'Allosaurus si rompevano o cadevano facilmente, ma erano subito rimpiazzati da denti nuovi in modo che l'animale non rimanesse sdentato; per questo i fossili di denti sono così comuni.
Una delle caratteristiche più evidenti del cranio dell'Allosaurus sono le due piccole corna posizionate sopra e leggermente in avanti rispetto agli occhi. Questi corni non sono altro che estensioni ossee dell'osso lacrimale, e per questo variano per forma e dimensioni da individuo a individuo. In aggiunta, vi sono delle piccole creste appiattite appaiate che corrono lungo i bordi superiori delle ossa nasali e che si congiungono con le corna. In vita le corna dell'Allosaurus erano coperte da una guaina di cheratina. Sulla funzione di tali strutture sono state lanciate varie ipotesi: la più convincente è quella che servissero per coprire gli occhi dal sole in modo che la vista dell'animale non venisse offuscata dal sole,; un'altra ipotesi plausibile è che tali strutture servissero come display sessuale, e venissero esibite dai maschi per attrarre le femmine; un'altra ipotesi suggerisce il loro impiego nei combattimenti intraspecifici, ma tale ipotesi non è concordata da tutti vista la fragilità di tali strutture. Vi era inoltre una cresta supplementare posta lungo la parte posteriore del cranio, adibita al fissaggio della muscolatura del collo; una simile struttura anatomica è presente anche nei tirannosauridi.
All'interno delle ossa lacrimali sono state ritrovate delle depressioni ossee, che secondo alcuni paleontologi ospitavano delle ghiandole, forse ghiandole del sale. Nelle ossa mascellari, invece, vi erano dei seni molto ben sviluppati, rispetto a teropodi più primitivi come Ceratosaurus e Marshosaurus; si pensa che questi seni possano essere collegati al senso dell'olfatto, e potrebbero indicare la presenza dell'organo di Jacobson. Il tetto della scatola cranica era piuttosto sottile, probabilmente per migliorare la termoregolazione del cervello. Il cranio e la mandibola avevano articolazioni che consentivano il movimento all'interno di queste unità. Nella mandibola, le ossa della metà anteriore e posteriore sono leggermente snodate, permettendo alle mascelle di piegarsi verso l'esterno e aumentando l'apertura delle fauci dell'animale. Anche la scatola cranica e le ossa frontali potrebbero avere avuto un'articolazione.

### Scheletro
L'Allosaurus possedeva 9 vertebre nel collo, 14 vertebre dorsali e 5 vertebre sacrali (in corrispondenza con il bacino). Il numero di vertebre della coda è sconosciuto e varia da individuo a individuo;il paleontologo James Madsen stimò che le vertebre caudali non dovevano essere meno di 50,, mentre Gregory S. Paul ritiene che 50 sia un numero troppo elevato, suggerendo che le vertebre caudali non dovevano essere più di 45. Lungo la colonna vertebrale dell'animale erano presenti dei grossi spazi vuoti. Tali spazi sono stati ritrovati anche in teropodi moderni (vale a dire gli uccelli), e sulla base di tali animali si è ipotizzato che tali spazi ospitassero delle sacche d'aria usate per la respirazione e per alleggerire l'animale durante gli spostamenti. La gabbia toracica era molto ampia, a forma di barile, soprattutto in confronto a teropodi con caratteristiche più antiche come il Ceratosaurus. Un'eccezionale scoperta dimostra che l'Allosaurus possedeva le gastralie (le costole della pancia), ma queste non risultano comuni, poiché tendono a non fossilizzarsi. In questo caso le gastralie presentano delle lesioni, procuratesi dall'animale quando era in vita. L'animale possedeva anche la furcula (osso dei desideri), ritrovata per la prima volta nel 1996; infatti, era stata più volte confusa con la gastralia. L'ileo, il principale osso dell'anca, era enorme e l'osso pubico aveva un peduncolo prominente che può essere stato utilizzato sia per l'attaccamento muscolare e/o come un puntello per quando l'animale poggiava il corpo a terra. Il paleontologo Madsen osservò che in circa la metà degli individui provenienti dal Dinosaur Quarry Cleveland-Lloyd, indipendentemente dalle dimensioni, le ossa del pube non si erano fuse tra loro. Madson quindi ipotizzo che questa caratteristica sia una sorta di dimorfismo sessuale, e che gli esemplari con tali caratteristiche siano esemplari femmine, in quanto le ossa non fuse del pube possono aver aiutato le femmine a deporre le uova. Tuttavia, questa teoria non è condivisa da tutti.

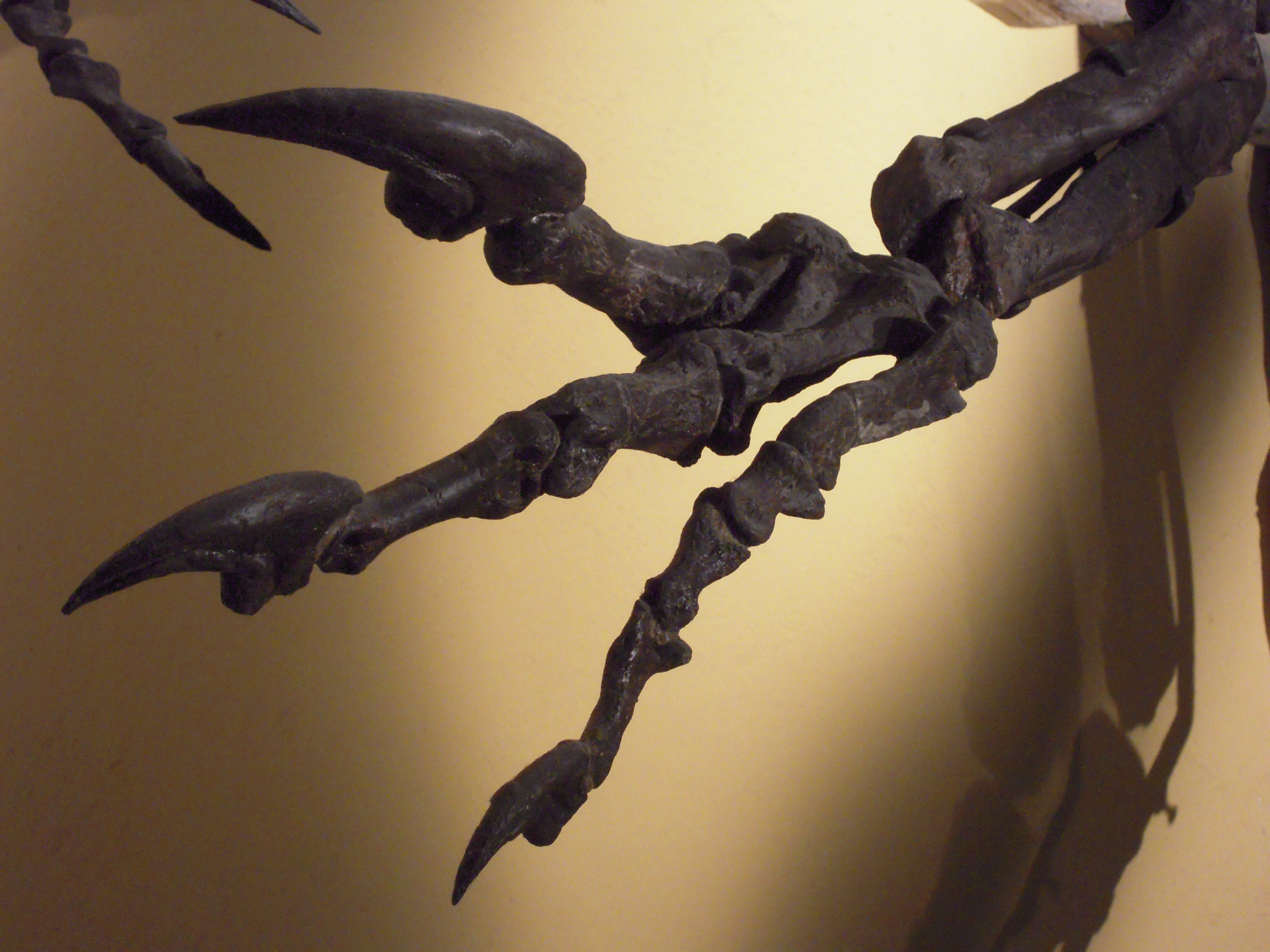
Mano e artigli di A. fragilis

Gli arti anteriori dell'Allosaurus erano piuttosto brevi rispetto agli arti posteriori (circa il 35% della lunghezza delle zampe posteriori, negli adulti) come nella maggior parte dei dinosauri teropodi. Esse possedevano tre dita per mano, ognuna munita di un tremendo artiglio robusto, curvo e appuntito. La forza delle braccia doveva essere molto potente; l'avambraccio era leggermente più corto del braccio. Delle tre dita, il più interno (o pollice) era quello più grande e dotato di un artiglio più prominente ed era in grado di divergere dagli altri. La formula falangea delle dita era 2-3-4-0-0, il che significa che il dito più interno aveva solo due ossa, il successivo tre e il terzo dito quattro. Le gambe dell'Allosaurus non erano abbastanza lunghe per essere specializzate nella corsa, come quelle dei tirannosauridi, e le unghie delle dita erano meno sviluppate e più piatte (come quelle dei teropodi più antichi). Ogni piede aveva tre dita che poggiavano a terra, ammortizzate da un cuscinetto cutaneo, più uno sperone interno che non toccava mai il suolo, che secondo i paleontologi come Madsen, veniva usato durante l'accoppiamento o durante i combattimenti. Nel piede è anche presente quello che viene interpretato come il residuo di un quinto dito (più esterno), forse usato come leva per il tendine d'Achille.

## Classificazione
L'Allosaurus era un allosauride, e membro dell'ordine, di cui fanno parte molti grandi teropodi, dei carnosauria. Fu proprio l'Allosaurus a dare il nome alla famiglia degli allosauridae, creato nel 1878 da Othniel Charles Marsh,, tuttavia tale termine non venne utilizzato, fino al 1970, in quanto si preferiva citare la famiglia di Allosaurus con il nome generico di megalosauridae, un'altra famiglia di grandi teropodi che alla fine era diventato un taxon cestino. Oltre a ciò l'Allosaurus continuava ad essere chiamato erroneamente Antrodemus, pertanto non si ebbe una tassonomia precisa dell'animale fino alla pubblicazione della monografia di James Madsen, nel 1976. Tra i vari paleontologi che utilizzarono erroneamente il nome "megalosauridae" al posto di "allosauridae" ci furono Gilmore, nel 1920, von Huene, nel 1926, Romer, nel 1956 e nel 1966, Steel, nel 1970, e Walker, nel 1964.
Dopo la pubblicazione della monografia di Madsen, la famiglia di allosauridae divenne il nome preferenziale di tale famiglia, pur non essendo ancora particolarmente definita. Purtroppo infatti non vi erano caratteri specifici per essere parte della famiglia di allosauridae, e di solito vi venivano inseriti una gran varietà di teropodi, di solito quelli di dimensioni maggiori o meno noti. Alcuni dei teropodi inclusi nella famiglia di allosauridae furono: Indosaurus, Piatnitzkysaurus, Piveteausaurus, Yangchuanosaurus, Acrocanthosaurus, Chilantaisaurus, Compsosuchus, Stokesosaurus e Szechuanosaurus. Tuttavia successive analisi cladistiche, riconobbero che nessuno di questi animali faceva parte della famiglia di Allosaurus, anche se alcuni, come Acrocanthosaurus e Yangchuanosaurus, facevano parte di famiglie affini o comunque strettamente correlate.

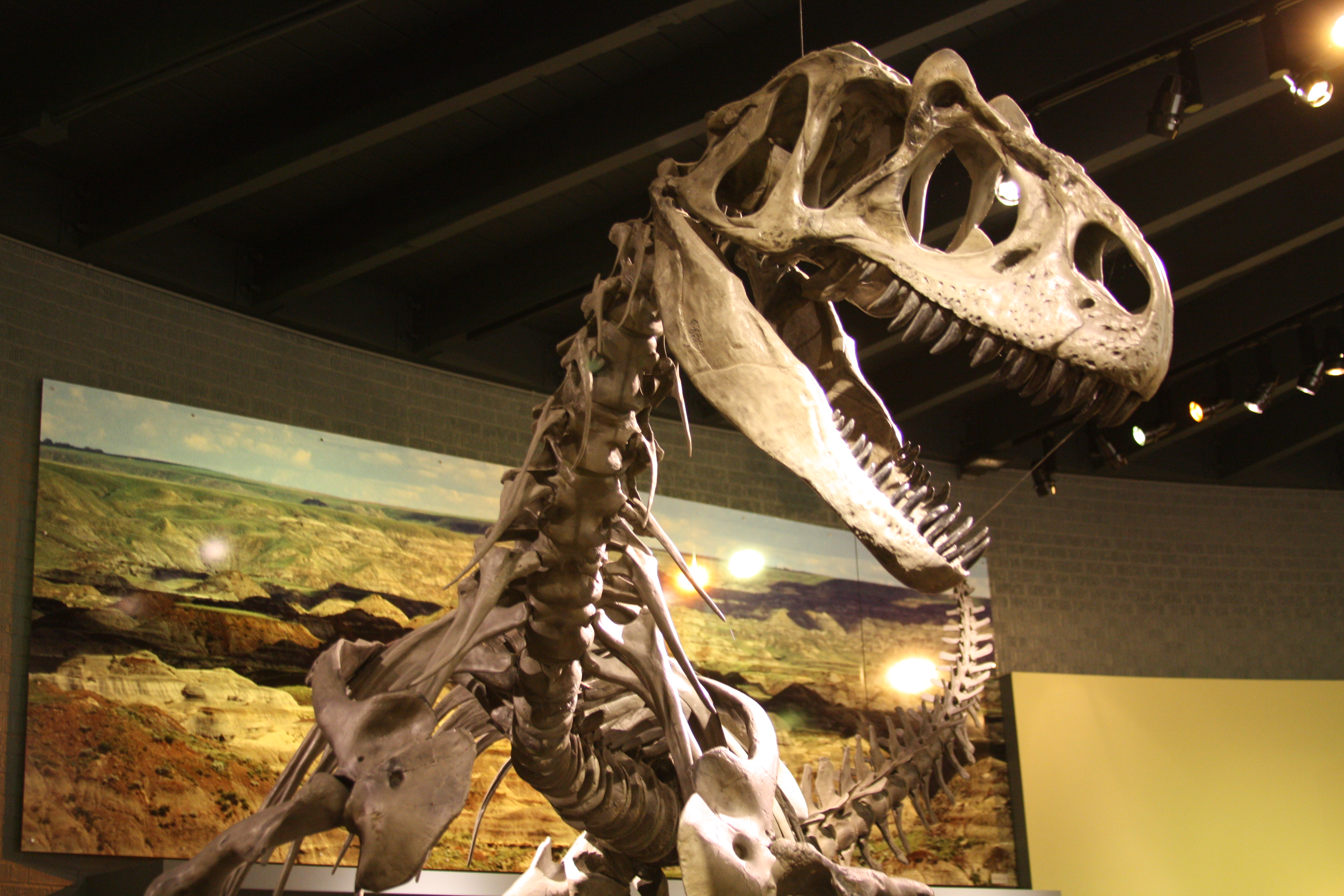
Scheletro montato di A. fragilis

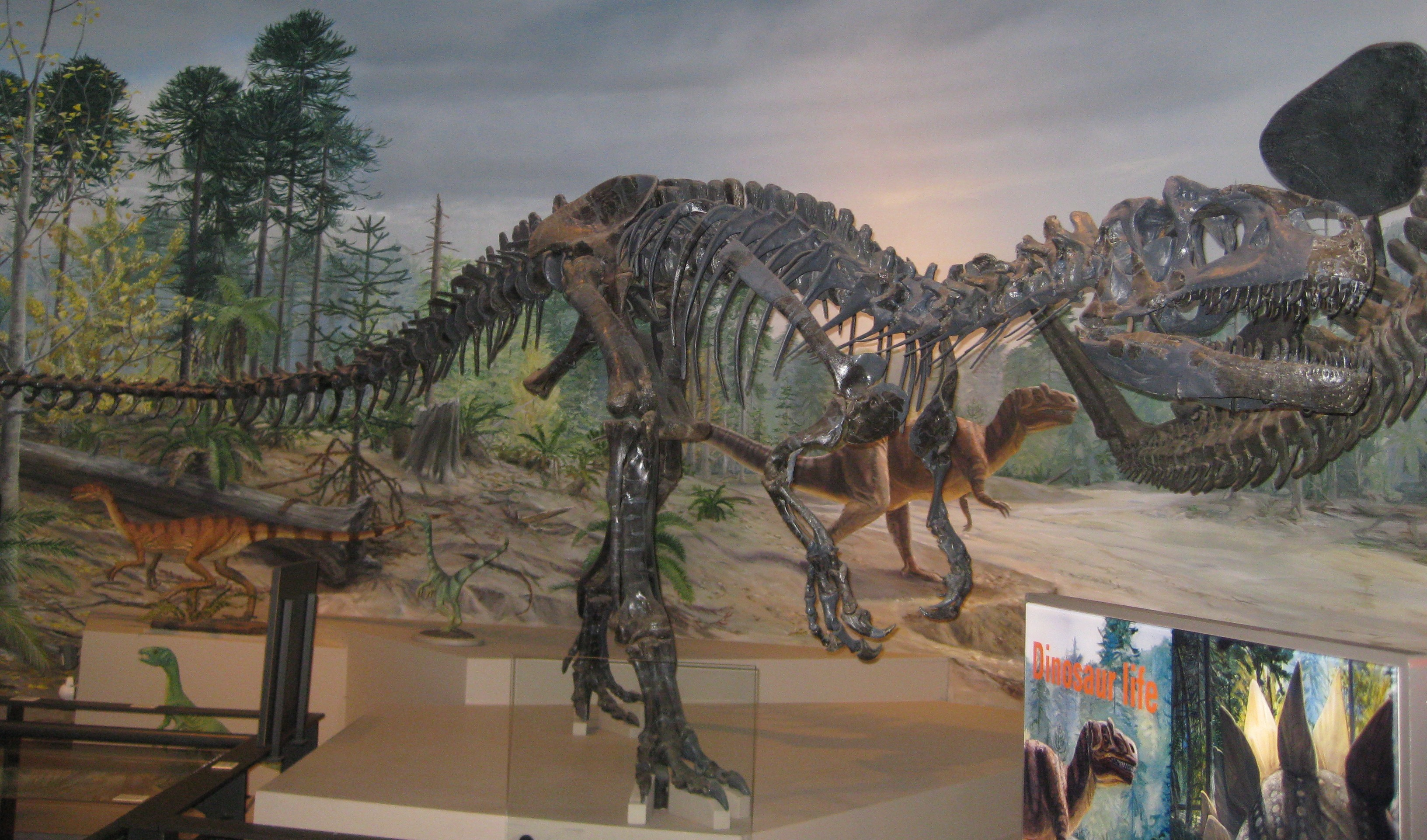
Scheletro di A. jimmadsei

Di seguito è riportato un cladogramma pubblicato nel 2010 da Benson et al.
|  | Neovenator                                                 |
|  |                                                            |
|  | \| \| Fukuiraptor \| \| \| \| \| \| Megaraptor \| \| \| \| |
|  |                                                            |
|  | Fukuiraptor                                                |
|  |                                                            |
|  | Megaraptor                                                 |
|  |                                                            |

|  | Fukuiraptor |
|  |             |
|  | Megaraptor  |
|  |             |

|  | Tyrannotitan                                                                                        |
|  | |
|  | \| \| Carcharodontosaurus \| \| \| \| \| \| Giganotosaurus \| \| \| \| \| \| Mapusaurus \| \| \| \| |
|  | |
|  | Carcharodontosaurus                                                                                 |
|  | |
|  | Giganotosaurus                                                                                      |
|  | |
|  | Mapusaurus                                                                                          |
|  | |

|  | Carcharodontosaurus |
|  |                     |
|  | Giganotosaurus      |
|  |                     |
|  | Mapusaurus          |
|  |                     |

|  | Tyrannotitan                                                                                        |
|  | |
|  | \| \| Carcharodontosaurus \| \| \| \| \| \| Giganotosaurus \| \| \| \| \| \| Mapusaurus \| \| \| \| |
|  | |
|  | Carcharodontosaurus                                                                                 |
|  | |
|  | Giganotosaurus                                                                                      |
|  | |
|  | Mapusaurus                                                                                          |
|  | |

|  | Carcharodontosaurus |
|  |                     |
|  | Giganotosaurus      |
|  |                     |
|  | Mapusaurus          |
|  |                     |

|  | Tyrannotitan                                                                                        |
|  | |
|  | \| \| Carcharodontosaurus \| \| \| \| \| \| Giganotosaurus \| \| \| \| \| \| Mapusaurus \| \| \| \| |
|  | |
|  | Carcharodontosaurus                                                                                 |
|  | |
|  | Giganotosaurus                                                                                      |
|  | |
|  | Mapusaurus                                                                                          |
|  | |

|  | Carcharodontosaurus |
|  |                     |
|  | Giganotosaurus      |
|  |                     |
|  | Mapusaurus          |
|  |                     |

|  | Tyrannotitan                                                                                        |
|  | |
|  | \| \| Carcharodontosaurus \| \| \| \| \| \| Giganotosaurus \| \| \| \| \| \| Mapusaurus \| \| \| \| |
|  | |
|  | Carcharodontosaurus                                                                                 |
|  | |
|  | Giganotosaurus                                                                                      |
|  | |
|  | Mapusaurus                                                                                          |
|  | |

|  | Carcharodontosaurus |
|  |                     |
|  | Giganotosaurus      |
|  |                     |
|  | Mapusaurus          |
|  |                     |

|  | Tyrannotitan                                                                                        |
|  | |
|  | \| \| Carcharodontosaurus \| \| \| \| \| \| Giganotosaurus \| \| \| \| \| \| Mapusaurus \| \| \| \| |
|  | |
|  | Carcharodontosaurus                                                                                 |
|  | |
|  | Giganotosaurus                                                                                      |
|  | |
|  | Mapusaurus                                                                                          |
|  | |

|  | Carcharodontosaurus |
|  |                     |
|  | Giganotosaurus      |
|  |                     |
|  | Mapusaurus          |
|  |                     |

|  | Tyrannotitan                                                                                        |
|  | |
|  | \| \| Carcharodontosaurus \| \| \| \| \| \| Giganotosaurus \| \| \| \| \| \| Mapusaurus \| \| \| \| |
|  | |
|  | Carcharodontosaurus                                                                                 |
|  | |
|  | Giganotosaurus                                                                                      |
|  | |
|  | Mapusaurus                                                                                          |
|  | |

|  | Carcharodontosaurus |
|  |                     |
|  | Giganotosaurus      |
|  |                     |
|  | Mapusaurus          |
|  |                     |

|  | Tyrannotitan                                                                                        |
|  | |
|  | \| \| Carcharodontosaurus \| \| \| \| \| \| Giganotosaurus \| \| \| \| \| \| Mapusaurus \| \| \| \| |
|  | |
|  | Carcharodontosaurus                                                                                 |
|  | |
|  | Giganotosaurus                                                                                      |
|  | |
|  | Mapusaurus                                                                                          |
|  | |

|  | Carcharodontosaurus |
|  |                     |
|  | Giganotosaurus      |
|  |                     |
|  | Mapusaurus          |
|  |                     |

|  | Tyrannotitan                                                                                        |
|  | |
|  | \| \| Carcharodontosaurus \| \| \| \| \| \| Giganotosaurus \| \| \| \| \| \| Mapusaurus \| \| \| \| |
|  | |
|  | Carcharodontosaurus                                                                                 |
|  | |
|  | Giganotosaurus                                                                                      |
|  | |
|  | Mapusaurus                                                                                          |
|  | |

|  | Carcharodontosaurus |
|  |                     |
|  | Giganotosaurus      |
|  |                     |
|  | Mapusaurus          |
|  |                     |

|  | Neovenator                                                 |
|  |                                                            |
|  | \| \| Fukuiraptor \| \| \| \| \| \| Megaraptor \| \| \| \| |
|  |                                                            |
|  | Fukuiraptor                                                |
|  |                                                            |
|  | Megaraptor                                                 |
|  |                                                            |

|  | Fukuiraptor |
|  |             |
|  | Megaraptor  |
|  |             |

|  | Tyrannotitan                                                                                        |
|  | |
|  | \| \| Carcharodontosaurus \| \| \| \| \| \| Giganotosaurus \| \| \| \| \| \| Mapusaurus \| \| \| \| |
|  | |
|  | Carcharodontosaurus                                                                                 |
|  | |
|  | Giganotosaurus                                                                                      |
|  | |
|  | Mapusaurus                                                                                          |
|  | |

|  | Carcharodontosaurus |
|  |                     |
|  | Giganotosaurus      |
|  |                     |
|  | Mapusaurus          |
|  |                     |

|  | Tyrannotitan                                                                                        |
|  | |
|  | \| \| Carcharodontosaurus \| \| \| \| \| \| Giganotosaurus \| \| \| \| \| \| Mapusaurus \| \| \| \| |
|  | |
|  | Carcharodontosaurus                                                                                 |
|  | |
|  | Giganotosaurus                                                                                      |
|  | |
|  | Mapusaurus                                                                                          |
|  | |

|  | Carcharodontosaurus |
|  |                     |
|  | Giganotosaurus      |
|  |                     |
|  | Mapusaurus          |
|  |                     |

|  | Tyrannotitan                                                                                        |
|  | |
|  | \| \| Carcharodontosaurus \| \| \| \| \| \| Giganotosaurus \| \| \| \| \| \| Mapusaurus \| \| \| \| |
|  | |
|  | Carcharodontosaurus                                                                                 |
|  | |
|  | Giganotosaurus                                                                                      |
|  | |
|  | Mapusaurus                                                                                          |
|  | |

|  | Carcharodontosaurus |
|  |                     |
|  | Giganotosaurus      |
|  |                     |
|  | Mapusaurus          |
|  |                     |

|  | Tyrannotitan                                                                                        |
|  | |
|  | \| \| Carcharodontosaurus \| \| \| \| \| \| Giganotosaurus \| \| \| \| \| \| Mapusaurus \| \| \| \| |
|  | |
|  | Carcharodontosaurus                                                                                 |
|  | |
|  | Giganotosaurus                                                                                      |
|  | |
|  | Mapusaurus                                                                                          |
|  | |

|  | Carcharodontosaurus |
|  |                     |
|  | Giganotosaurus      |
|  |                     |
|  | Mapusaurus          |
|  |                     |

|  | Tyrannotitan                                                                                        |
|  | |
|  | \| \| Carcharodontosaurus \| \| \| \| \| \| Giganotosaurus \| \| \| \| \| \| Mapusaurus \| \| \| \| |
|  | |
|  | Carcharodontosaurus                                                                                 |
|  | |
|  | Giganotosaurus                                                                                      |
|  | |
|  | Mapusaurus                                                                                          |
|  | |

|  | Carcharodontosaurus |
|  |                     |
|  | Giganotosaurus      |
|  |                     |
|  | Mapusaurus          |
|  |                     |

|  | Tyrannotitan                                                                                        |
|  | |
|  | \| \| Carcharodontosaurus \| \| \| \| \| \| Giganotosaurus \| \| \| \| \| \| Mapusaurus \| \| \| \| |
|  | |
|  | Carcharodontosaurus                                                                                 |
|  | |
|  | Giganotosaurus                                                                                      |
|  | |
|  | Mapusaurus                                                                                          |
|  | |

|  | Carcharodontosaurus |
|  |                     |
|  | Giganotosaurus      |
|  |                     |
|  | Mapusaurus          |
|  |                     |

|  | Tyrannotitan                                                                                        |
|  | |
|  | \| \| Carcharodontosaurus \| \| \| \| \| \| Giganotosaurus \| \| \| \| \| \| Mapusaurus \| \| \| \| |
|  | |
|  | Carcharodontosaurus                                                                                 |
|  | |
|  | Giganotosaurus                                                                                      |
|  | |
|  | Mapusaurus                                                                                          |
|  | |

|  | Carcharodontosaurus |
|  |                     |
|  | Giganotosaurus      |
|  |                     |
|  | Mapusaurus          |
|  |                     |

|  | Tyrannotitan                                                                                        |
|  | |
|  | \| \| Carcharodontosaurus \| \| \| \| \| \| Giganotosaurus \| \| \| \| \| \| Mapusaurus \| \| \| \| |
|  | |
|  | Carcharodontosaurus                                                                                 |
|  | |
|  | Giganotosaurus                                                                                      |
|  | |
|  | Mapusaurus                                                                                          |
|  | |

|  | Carcharodontosaurus |
|  |                     |
|  | Giganotosaurus      |
|  |                     |
|  | Mapusaurus          |
|  |                     |

|  | Neovenator                                                 |
|  |                                                            |
|  | \| \| Fukuiraptor \| \| \| \| \| \| Megaraptor \| \| \| \| |
|  |                                                            |
|  | Fukuiraptor                                                |
|  |                                                            |
|  | Megaraptor                                                 |
|  |                                                            |

|  | Fukuiraptor |
|  |             |
|  | Megaraptor  |
|  |             |

|  | Tyrannotitan                                                                                        |
|  | |
|  | \| \| Carcharodontosaurus \| \| \| \| \| \| Giganotosaurus \| \| \| \| \| \| Mapusaurus \| \| \| \| |
|  | |
|  | Carcharodontosaurus                                                                                 |
|  | |
|  | Giganotosaurus                                                                                      |
|  | |
|  | Mapusaurus                                                                                          |
|  | |

|  | Carcharodontosaurus |
|  |                     |
|  | Giganotosaurus      |
|  |                     |
|  | Mapusaurus          |
|  |                     |

|  | Tyrannotitan                                                                                        |
|  | |
|  | \| \| Carcharodontosaurus \| \| \| \| \| \| Giganotosaurus \| \| \| \| \| \| Mapusaurus \| \| \| \| |
|  | |
|  | Carcharodontosaurus                                                                                 |
|  | |
|  | Giganotosaurus                                                                                      |
|  | |
|  | Mapusaurus                                                                                          |
|  | |

|  | Carcharodontosaurus |
|  |                     |
|  | Giganotosaurus      |
|  |                     |
|  | Mapusaurus          |
|  |                     |

|  | Tyrannotitan                                                                                        |
|  | |
|  | \| \| Carcharodontosaurus \| \| \| \| \| \| Giganotosaurus \| \| \| \| \| \| Mapusaurus \| \| \| \| |
|  | |
|  | Carcharodontosaurus                                                                                 |
|  | |
|  | Giganotosaurus                                                                                      |
|  | |
|  | Mapusaurus                                                                                          |
|  | |

|  | Carcharodontosaurus |
|  |                     |
|  | Giganotosaurus      |
|  |                     |
|  | Mapusaurus          |
|  |                     |

|  | Tyrannotitan                                                                                        |
|  | |
|  | \| \| Carcharodontosaurus \| \| \| \| \| \| Giganotosaurus \| \| \| \| \| \| Mapusaurus \| \| \| \| |
|  | |
|  | Carcharodontosaurus                                                                                 |
|  | |
|  | Giganotosaurus                                                                                      |
|  | |
|  | Mapusaurus                                                                                          |
|  | |

|  | Carcharodontosaurus |
|  |                     |
|  | Giganotosaurus      |
|  |                     |
|  | Mapusaurus          |
|  |                     |

|  | Tyrannotitan                                                                                        |
|  | |
|  | \| \| Carcharodontosaurus \| \| \| \| \| \| Giganotosaurus \| \| \| \| \| \| Mapusaurus \| \| \| \| |
|  | |
|  | Carcharodontosaurus                                                                                 |
|  | |
|  | Giganotosaurus                                                                                      |
|  | |
|  | Mapusaurus                                                                                          |
|  | |

|  | Carcharodontosaurus |
|  |                     |
|  | Giganotosaurus      |
|  |                     |
|  | Mapusaurus          |
|  |                     |

|  | Tyrannotitan                                                                                        |
|  | |
|  | \| \| Carcharodontosaurus \| \| \| \| \| \| Giganotosaurus \| \| \| \| \| \| Mapusaurus \| \| \| \| |
|  | |
|  | Carcharodontosaurus                                                                                 |
|  | |
|  | Giganotosaurus                                                                                      |
|  | |
|  | Mapusaurus                                                                                          |
|  | |

|  | Carcharodontosaurus |
|  |                     |
|  | Giganotosaurus      |
|  |                     |
|  | Mapusaurus          |
|  |                     |

|  | Tyrannotitan                                                                                        |
|  | |
|  | \| \| Carcharodontosaurus \| \| \| \| \| \| Giganotosaurus \| \| \| \| \| \| Mapusaurus \| \| \| \| |
|  | |
|  | Carcharodontosaurus                                                                                 |
|  | |
|  | Giganotosaurus                                                                                      |
|  | |
|  | Mapusaurus                                                                                          |
|  | |

|  | Carcharodontosaurus |
|  |                     |
|  | Giganotosaurus      |
|  |                     |
|  | Mapusaurus          |
|  |                     |

|  | Tyrannotitan                                                                                        |
|  | |
|  | \| \| Carcharodontosaurus \| \| \| \| \| \| Giganotosaurus \| \| \| \| \| \| Mapusaurus \| \| \| \| |
|  | |
|  | Carcharodontosaurus                                                                                 |
|  | |
|  | Giganotosaurus                                                                                      |
|  | |
|  | Mapusaurus                                                                                          |
|  | |

|  | Carcharodontosaurus |
|  |                     |
|  | Giganotosaurus      |
|  |                     |
|  | Mapusaurus          |
|  |                     |

|  | Neovenator                                                 |
|  |                                                            |
|  | \| \| Fukuiraptor \| \| \| \| \| \| Megaraptor \| \| \| \| |
|  |                                                            |
|  | Fukuiraptor                                                |
|  |                                                            |
|  | Megaraptor                                                 |
|  |                                                            |

|  | Fukuiraptor |
|  |             |
|  | Megaraptor  |
|  |             |

|  | Tyrannotitan                                                                                        |
|  | |
|  | \| \| Carcharodontosaurus \| \| \| \| \| \| Giganotosaurus \| \| \| \| \| \| Mapusaurus \| \| \| \| |
|  | |
|  | Carcharodontosaurus                                                                                 |
|  | |
|  | Giganotosaurus                                                                                      |
|  | |
|  | Mapusaurus                                                                                          |
|  | |

|  | Carcharodontosaurus |
|  |                     |
|  | Giganotosaurus      |
|  |                     |
|  | Mapusaurus          |
|  |                     |

|  | Tyrannotitan                                                                                        |
|  | |
|  | \| \| Carcharodontosaurus \| \| \| \| \| \| Giganotosaurus \| \| \| \| \| \| Mapusaurus \| \| \| \| |
|  | |
|  | Carcharodontosaurus                                                                                 |
|  | |
|  | Giganotosaurus                                                                                      |
|  | |
|  | Mapusaurus                                                                                          |
|  | |

|  | Carcharodontosaurus |
|  |                     |
|  | Giganotosaurus      |
|  |                     |
|  | Mapusaurus          |
|  |                     |

|  | Tyrannotitan                                                                                        |
|  | |
|  | \| \| Carcharodontosaurus \| \| \| \| \| \| Giganotosaurus \| \| \| \| \| \| Mapusaurus \| \| \| \| |
|  | |
|  | Carcharodontosaurus                                                                                 |
|  | |
|  | Giganotosaurus                                                                                      |
|  | |
|  | Mapusaurus                                                                                          |
|  | |

|  | Carcharodontosaurus |
|  |                     |
|  | Giganotosaurus      |
|  |                     |
|  | Mapusaurus          |
|  |                     |

|  | Tyrannotitan                                                                                        |
|  | |
|  | \| \| Carcharodontosaurus \| \| \| \| \| \| Giganotosaurus \| \| \| \| \| \| Mapusaurus \| \| \| \| |
|  | |
|  | Carcharodontosaurus                                                                                 |
|  | |
|  | Giganotosaurus                                                                                      |
|  | |
|  | Mapusaurus                                                                                          |
|  | |

|  | Carcharodontosaurus |
|  |                     |
|  | Giganotosaurus      |
|  |                     |
|  | Mapusaurus          |
|  |                     |

|  | Tyrannotitan                                                                                        |
|  | |
|  | \| \| Carcharodontosaurus \| \| \| \| \| \| Giganotosaurus \| \| \| \| \| \| Mapusaurus \| \| \| \| |
|  | |
|  | Carcharodontosaurus                                                                                 |
|  | |
|  | Giganotosaurus                                                                                      |
|  | |
|  | Mapusaurus                                                                                          |
|  | |

|  | Carcharodontosaurus |
|  |                     |
|  | Giganotosaurus      |
|  |                     |
|  | Mapusaurus          |
|  |                     |

|  | Tyrannotitan                                                                                        |
|  | |
|  | \| \| Carcharodontosaurus \| \| \| \| \| \| Giganotosaurus \| \| \| \| \| \| Mapusaurus \| \| \| \| |
|  | |
|  | Carcharodontosaurus                                                                                 |
|  | |
|  | Giganotosaurus                                                                                      |
|  | |
|  | Mapusaurus                                                                                          |
|  | |

|  | Carcharodontosaurus |
|  |                     |
|  | Giganotosaurus      |
|  |                     |
|  | Mapusaurus          |
|  |                     |

|  | Tyrannotitan                                                                                        |
|  | |
|  | \| \| Carcharodontosaurus \| \| \| \| \| \| Giganotosaurus \| \| \| \| \| \| Mapusaurus \| \| \| \| |
|  | |
|  | Carcharodontosaurus                                                                                 |
|  | |
|  | Giganotosaurus                                                                                      |
|  | |
|  | Mapusaurus                                                                                          |
|  | |

|  | Carcharodontosaurus |
|  |                     |
|  | Giganotosaurus      |
|  |                     |
|  | Mapusaurus          |
|  |                     |

|  | Tyrannotitan                                                                                        |
|  | |
|  | \| \| Carcharodontosaurus \| \| \| \| \| \| Giganotosaurus \| \| \| \| \| \| Mapusaurus \| \| \| \| |
|  | |
|  | Carcharodontosaurus                                                                                 |
|  | |
|  | Giganotosaurus                                                                                      |
|  | |
|  | Mapusaurus                                                                                          |
|  | |

|  | Carcharodontosaurus |
|  |                     |
|  | Giganotosaurus      |
|  |                     |
|  | Mapusaurus          |
|  |                     |

La famiglia di allosauridae è una delle quattro famiglie di carnosauria; le altre tre sono neovenatoridae, carcharodontosauridae e sinraptoridae. Alcuni paleontologi come Gregory S. Paul, proposero che i membri di allosauridae potessero essere i diretti antenati dei membri della famiglia dei tirannosauridi (il che renderebbe le due famiglie parafiletiche), ma tale risposta fu respinta in quanto i tirannosauridi fanno parte di un ramo distinto di teropodi, ossia i coelurosauria. Inoltre, gli allosauridae risultano essere la famiglia più piccola di carnosauria. Gli unici membri di tale famiglia sono l'Allosaurus, il Saurophaganax e l'Epanterias. Tuttavia sia Saurophaganax sia Epanterias, sono considerati da alcuni come esemplari di Allosaurus. Tuttavia recenti studi, hanno confermato la valida come genere a sé stante per Saurophaganax e hanno concluso che molto probabilmente il genere Epanterias non sia altro che un esemplare gigante di Sarophaganax.

## Storia della scoperta

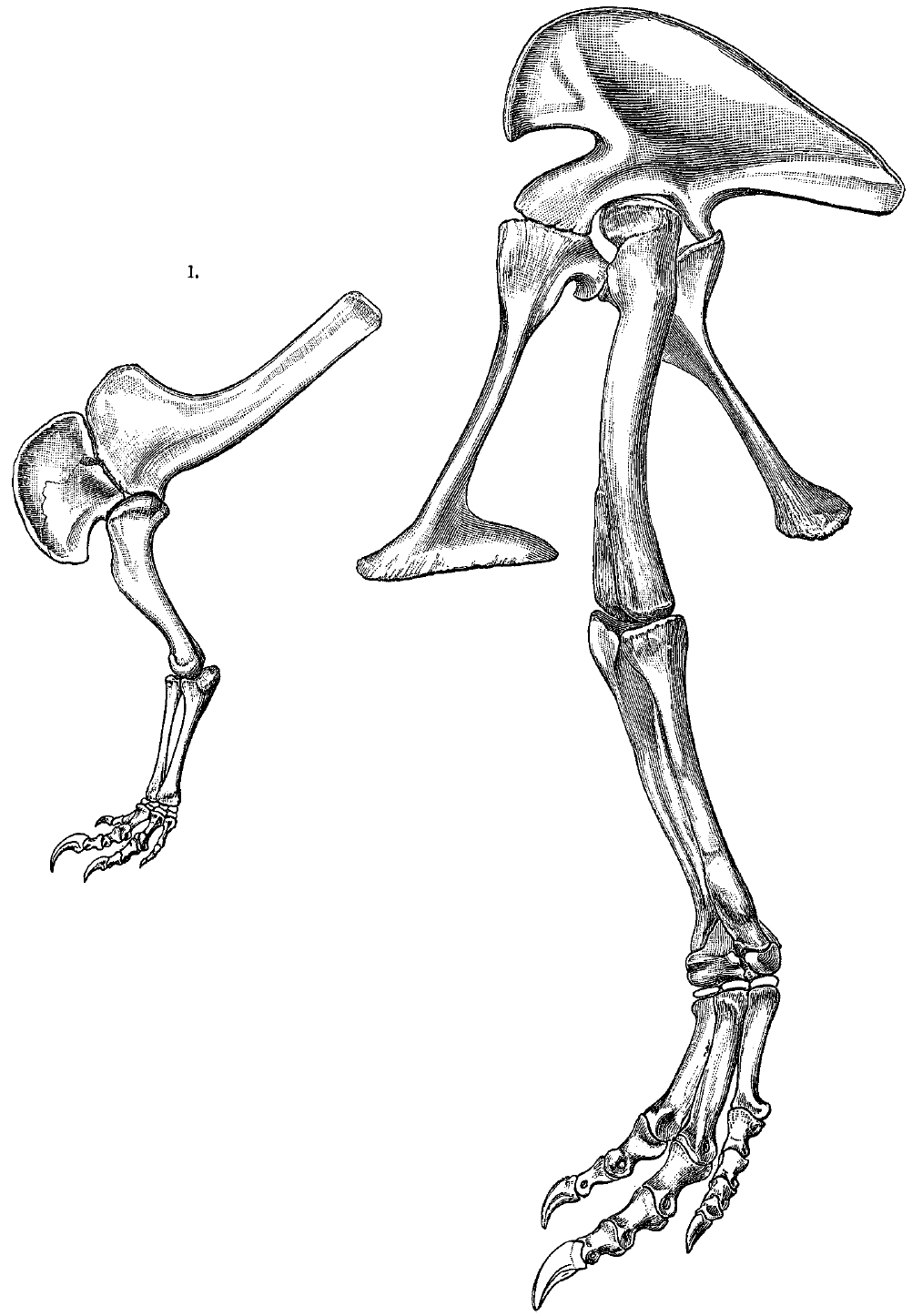
Ricostruzione grafica degli arti anteriori e posteriori assegnati ad A. fragilis, da Othniel Charles Marsh, nel 1884

La grande conoscenza che abbiamo oggi sull'Allosaurus deriva dalla grande completezza dei fossili e dalla grande quantità in cui questi sono stati rinvenuti. Famosi ritrovamenti sono stati fatti nel complesso roccioso dell'America sud-occidentale, meglio conosciuto come Formazione Morrison. Ritrovamenti fossili sono stati compiuti anche nel Montana, Wyoming, Sud Dakota, Colorado, Oklahoma e Nuovo Messico, così come, fuori dagli Stati Uniti, in Portogallo e molto probabilmente in Tanzania. Nello Stato americano dello Utah sono stati ritrovati un gran numero di fossili di Allosaurus, tanto che l'animale è stato dichiarato fossile di stato.
In seguito alla monografia di Madsen, lo studio sugli Allosaurus è stata notevolmente ampliato. Tali studi riguardano argomenti come: le variazioni scheletriche, la crescita, la costruzione del cranio, i metodi di caccia, il cervello e l'intelligenza, e la possibilità che fossero animali gregari e che avessero cure parentali. In particolare la rianalisi dei vecchi materiali e dei primi esemplari scoperti, unito alle nuove scoperte avvenute in Portogallo, oltre alla scoperta di nuovi esemplari molto più completi hanno incrementato notevolmente le nostre conoscenze sullo stile di vita di questo animale.

### I primi ritrovamenti
Lo studio e la scoperta precoce dell'Allosaurus è stata spesso complicata a causa della molteplicità dei nomi coniati per il genere durante la Guerra delle Ossa, durante il XIX secolo. Il primissimo fossile appartenente ad un Allosaurus di cui si ha nota, fu ritrovato da Ferdinando Vandiveer Hayden, nel 1869. Il fossile gli fu donato da una tribù di nativi americani del Middle Park, nei pressi di Granby, Colorado, probabilmente estratto dalle rocce della Formazione Morrison. La gente del luogo identificava tali fossili come "zoccoli di cavallo pietrificati". Ferdinando inviò i suoi campioni allo studioso Joseph Leidy, che identificò il fossile come una vertebra caudale, e assegnò provvisoriamente il fossile al genere di dinosauro europeo Poekilopleuron (o Poicilopleuron). In seguito, Leidy decise che il fossile meritasse un genere a sé stante che chiamò Antrodemus.

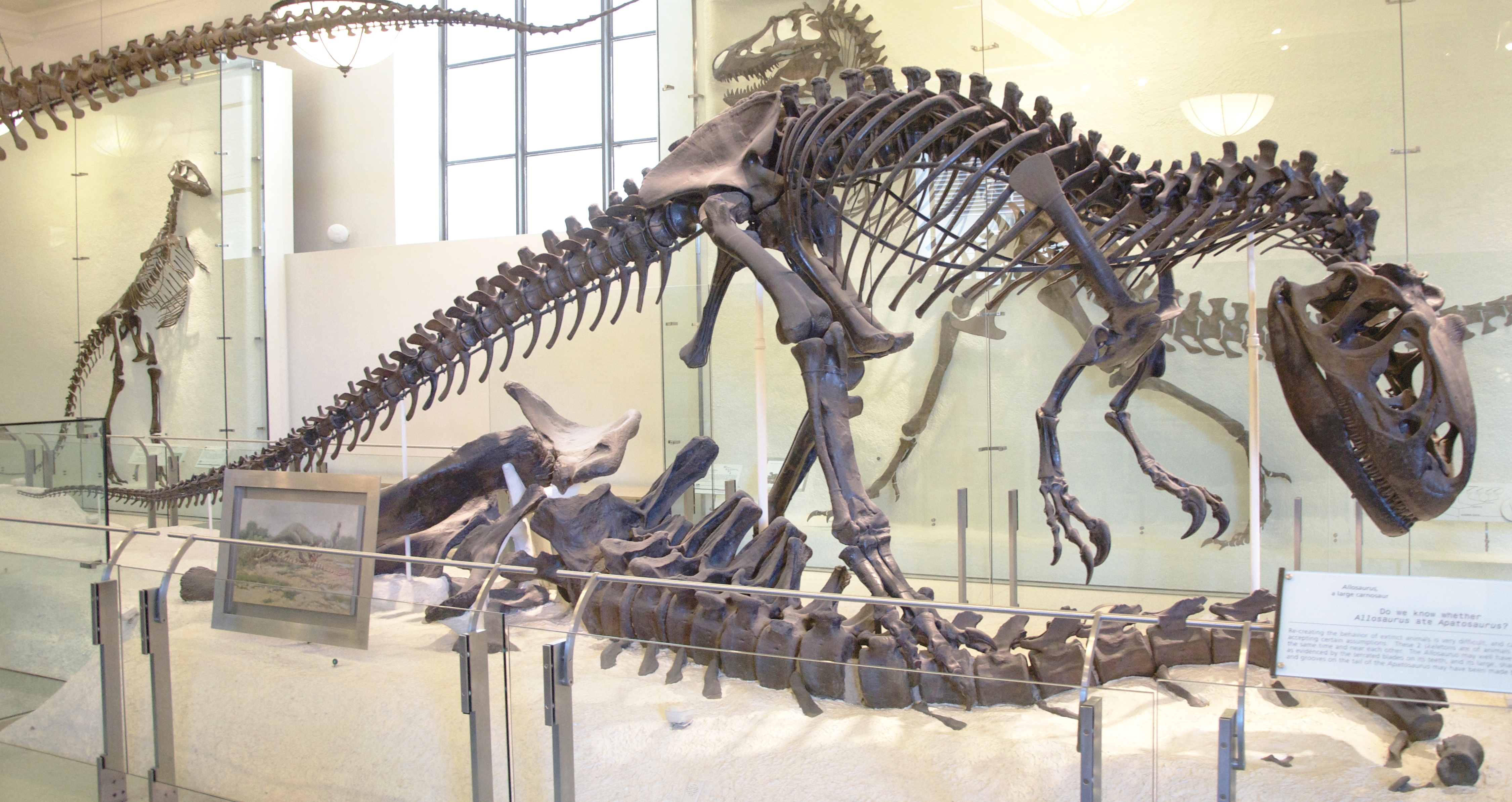
Ricostruzione dello scheletro di A. fragilis (AMNH 5753) mentre divora la carcassa di un Apatosaurus

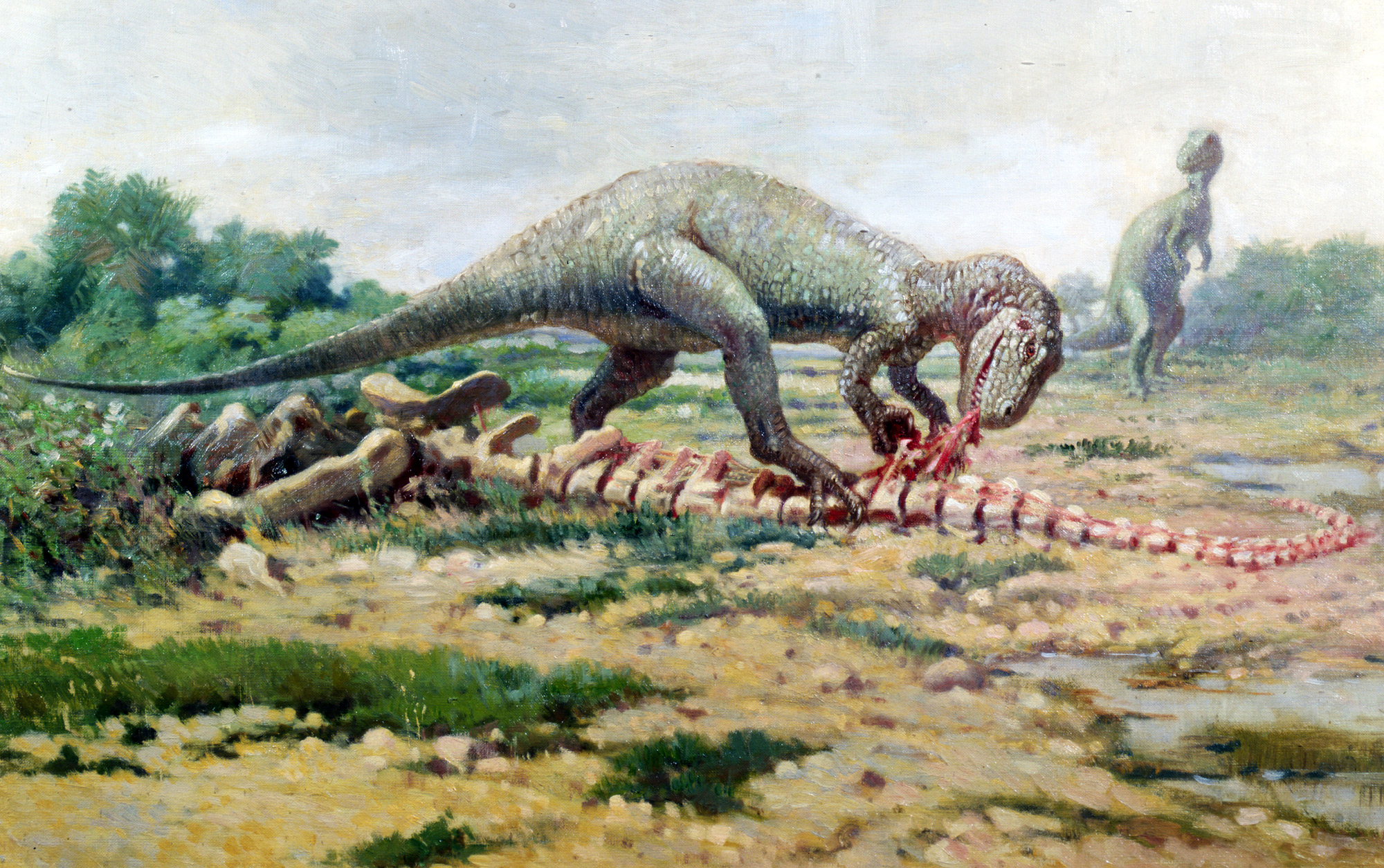
Ricostruzione grafica del sopracitato scheletro (AMNH 5753), di Charles R. Knight

In seguito ad altri ritrovamenti si scoprirono nuovi fossili di Allosaurus che ora contava nel suo olotipo una discreta collezione di ossa (perlopiù frammentarie), che comprendeva tre vertebre, un frammento costola, un dente, un osso punta, e la diafisi omerale destra (braccio). Finalmente, nel 1877, il paleontologo Othniel Charles Marsh denominò questi resti come Allosaurus fragilis. Il nome Allosaurus derivava dal greco antico: "allos"/αλλος, che significa strano o diverso e "sauros"/σαυρος, che significa lucertola o in generale rettile. Il nome generico, che significo letteralmente "lucertola diversa", deriva dal fatto che la forma delle vertebre dell'animale che erano diverse da quelle di qualunque dinosauro teropode scoperto all'epoca. Il nome specifico "fragilis" deriva, invece, dal latino e significa semplicemente "fragile", in riferimento alle caratteristiche delle vertebre che alleggerivano le ossa. La maggior parte delle ossa furono raccolte nella Formazione Morrison nei pressi di Garden Park, a nord di Cañon City. I due esperti Othniel Charles Marsh e Edward Drinker Cope, in competizione tra loro durante la Guerra delle Ossa, continuarono a coniare diversi altri generi sulla base di fossili che in futuro saranno riassegnati al genere Allosaurus. Tra questi possiamo citare i Creosaurus e Labrosaurus di Marsh e l'Epanterias di Cope.
Nella fretta di prevalere l'uno sull'altro, Cope e Marsh non sempre si focalizzavano nello studio di ciò che trovavano, spesso descrivendo fossili di animali già conosciuti come nuovi generi, e non facevano particolare attenzione a ciò che veniva rinvenuto dai loro subordinati. Ad esempio, dopo la scoperta da parte di Benjamin Mudge di un nuovo scheletro di Allosaurus, in Colorado, Marsh decise di concentrare i suoi scavi in Wyoming; quando i lavori sono ripresero a Garden Park nel 1883, M. P. Felch trovò uno scheletro quasi completo di Allosaurus e diversi altri scheletri parziali. Inoltre, uno dei ricercatori di Cope, H. F. Hubbell, ritrovò un nuovo esemplare nei pressi di Como Bluff, in Wyoming, nel 1879, ma Hubbell non citò mai la completezza del fossile e Cope non se ne interessò. Al momento del disimballaggio dei fossili, nel 1903 (diversi anni dopo la morte di Cope), si scoprì che lo scheletro rinvenuto da Humbbell era uno dei fossili di teropodi più completi mai ritrovati all'epoca, e nel 1908 lo scheletro, (ora catalogato come AMNH 5753), è stato messo in mostra al pubblico. Lo scheletro fu montato nell'atto di cibarsi di uno scheletro parziale di Apatosaurus che mostrava segni di morsi sulle ossa (vedi prima foto sopra). Da tale fossile il paleoartista Charles R. Knight ne ricavò un'immagine grafica in vita dell'animale (vedi seconda foto sopra). Sebbene sia una delle più realistiche ricostruzioni di dinosauro finora avvenute, il fossile non fu mai descritto. Tuttavia la molteplicità di nomi coniati per l'animale continuava ad essere un ostacolo alla corretta identificazione dell'animale. Infatti come suggerì l'autore Samuel Wendell Williston, i troppi nomi assegnati stavano rendendo difficile la tassonomia dell'animale, inoltre sottolineò il fatto che Marsh non era mai stato in grado di distinguere adeguatamente Allosaurus da Creosaurus. Il più influente e primo tentativo di risolvere la contorta situazione, fu ideato da Charles W. Gilmore, nel 1920. Egli arrivò alla conclusione che la vertebra caudale denominata Antrodemus da Leidy, non era distinguibile da quelle di Allosaurus, e quindi Antrodemus doveva essere il nome giusto, secondo il principio di priorità, essendo stato nominato per primo. Così il nome Antrodemus venne usato per più di 50 anni, fino a quando James Madsen, pubblicando i campioni riventi a Cleveland-Lloyd, concluse che Allosaurus doveva essere usato al posto di Antrodemus, poiché quest'ultimo era basato su un materiale troppo scarso. Di conseguenza, il nome Allosaurus fu riabilitato per indicare l'animale.

### Il ritrovamento di Cleveland Lloyd Quarry

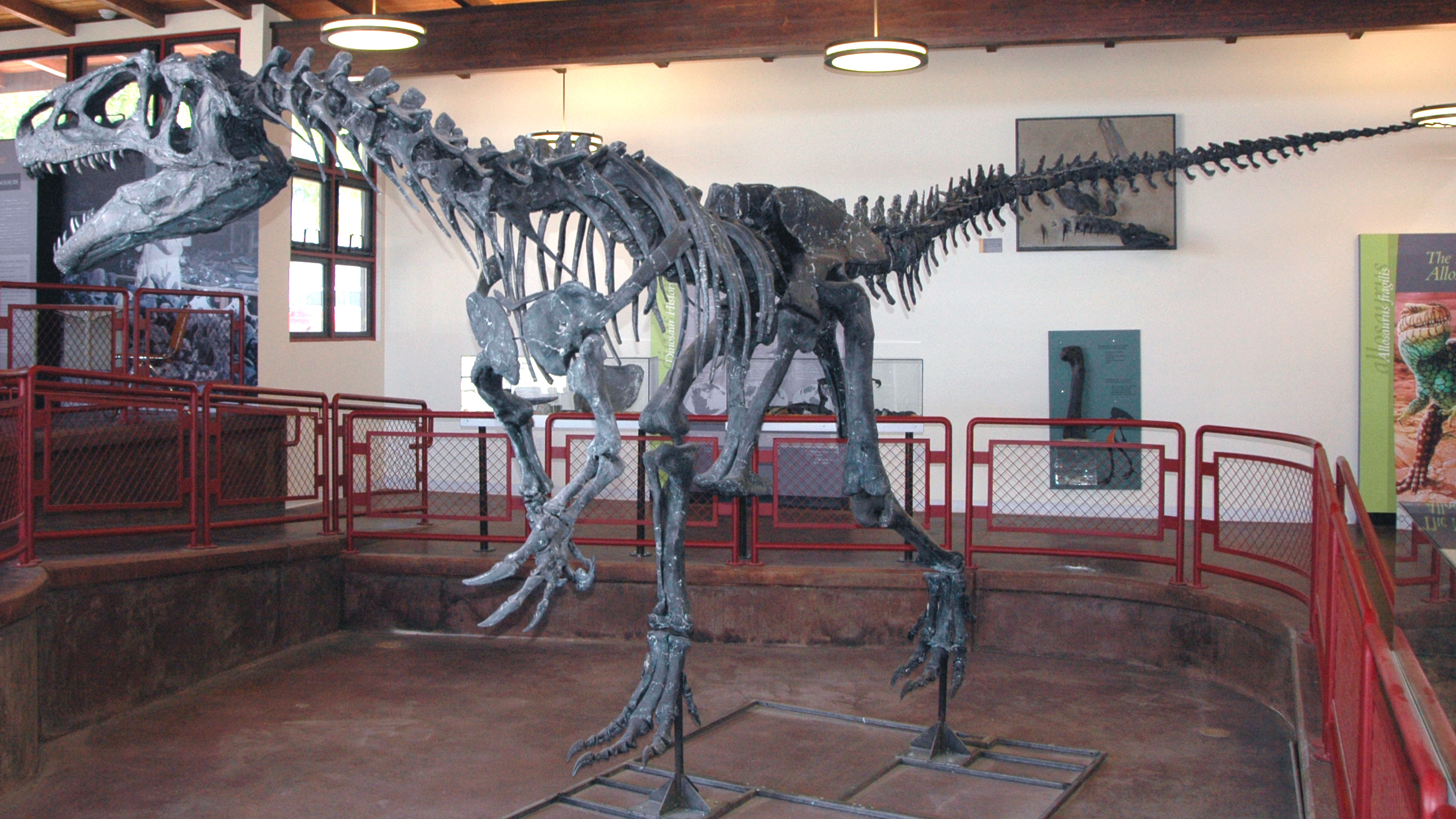
Un esemplare di A. fragilis, esposto al Cleveland-Lloyd Dinosaur Quarry Museum, Utah

Il Dinosaur Quarry Cleveland-Lloyd, situato nell'Emery County, nello Utah è un ricco giacimento fossilifero di grande interesse paleontologico. Nonostante il sito fosse già noto fin dal 1927, il sito fu descritto solo nel 1945, da William J. Stokes. A seguito della sua descrizione i paleontologi cominciarono ad interessarsi al sito e le principali operazioni paleontologiche si avviarono dal 1960 in poi. Tra il 1960 e il 1965, con uno sforzo di cooperazione che coinvolse quasi 40 istituzioni, furono riportate alla luce migliaia di ossa. La cava è nota soprattutto per la grande quantità dei resti di Allosaurus, e anche per la mancanza di soluzione all'enigma di come così tanti esemplari, anche di specie diverse, siano morti insieme. Infatti, mentre una concentrazione di animali erbivori non è insolita, lo è una concentrazione di predatori in un unico luogo, e la sua causa non è stata ancora chiarita. La maggior parte delle ossa ritrovate appartengono ad A. fragilis (si stima, infatti, che vi siano almeno 46 resti di A. fragilis, su una concentrazione di 73 dinosauri), tuttavia le ossa ritrovate sono mescolate tra loro e disarticolate.
Molti innumerevoli paleontologi hanno provato a dare una spiegazione all'enigma di questi ritrovamenti. Tra le più accreditate vi sono:
- Gli animali furono richiamati da una pozza d'acqua durante un periodo di siccità e rimasero impantanati nel fango a causa del loro peso, similarmente alla famosa trappola di Rancho La Brea.[65]
- Gli animali erbivori furono richiamati ad una pozza d'acqua durante un periodo di siccità, rimanendo e morendo intrappolati nel fango, dopodiché l'odore delle carogne, attirò altri dinosauri carnivori che rimasero a loro volta intrappolati nel fango morendo (ciò è confermato dal fatto che, in caso di caccia, gli Allosaurus, cosa strana, sarebbero superiori in numero rispetto alle prede).
- Un branco di Allosaurus stava attraversando un sito di un lago prosciugato, rimanendo impantanati nel fango (questo spiegherebbe anche il perché vi fossero animali di tutte le fasce di età.

A prescindere dalla causa effettiva, la grande quantità di resti ben conservati di Allosaurus rinvenuti in questo sito ha permesso ai paleontologi di conoscere in dettaglio l'anatomia dell'animale, facendone uno dei teropodi meglio noti. I resti rinvenuti nel sito appartengono ad esemplari di tutte le età e dimensioni, da meno di 1 metro (3,3 piedi) fino a 12 metri (39 piedi). Oltre agli Allosaurus, nel sito sono stati scoperti anche altre innumerevoli specie di dinosauro, tra cui Ceratosaurus, Torvosaurus, Camarasaurus, Brachiosaurus, Stegosaurus e molti altri.

### Ritrovamenti in Europa
Dalla data della loro scoperta, per oltre cento anni gli allosauri sono stati trovati esclusivamente in Nordamerica. Quando, nel 1988, presso il villaggio di Andrés, in Portogallo (poco più di 100 km a nord di Lisbona), furono scoperte delle ossa che potevano appartenere a un allosauro, la possibilità fu sottoposta a un'analisi particolarmente prudente da parte dei paleontologi. Dopo undici anni di ricerche, con la collaborazione di studiosi portoghesi, spagnoli e americani, nel 1999 è stata pubblicata la conferma che i fossili di Andrés appartengono veramente al genere Allosaurus e forse addirittura alla stessa specie (Allosaurus fragilis) dei fossili nordamericani. A oggi, le ossa ritrovate formano gli scheletri incompleti di tre esemplari di allosauro. A Lourinhã, sempre in Portogallo, sono stati trovati i resti di piccoli di allosauro, nidi e centinaia di uova (alcune con resti di embrioni fossilizzati all'interno); questa scoperta ha potuto farci conoscere anche la modalità con cui gli allosauri si riproducevano e nascevano. Qui sono stati scoperti talmente tanti resti a partire dagli anni ottanta che si è ritenuto giusto farne un apposito museo. Nel giugno 2005, sempre in Portogallo, è stato ritrovato lo scheletro praticamente completo di un allosauro adulto.

### I ritrovamenti di "Big Al" e "Big Al II"

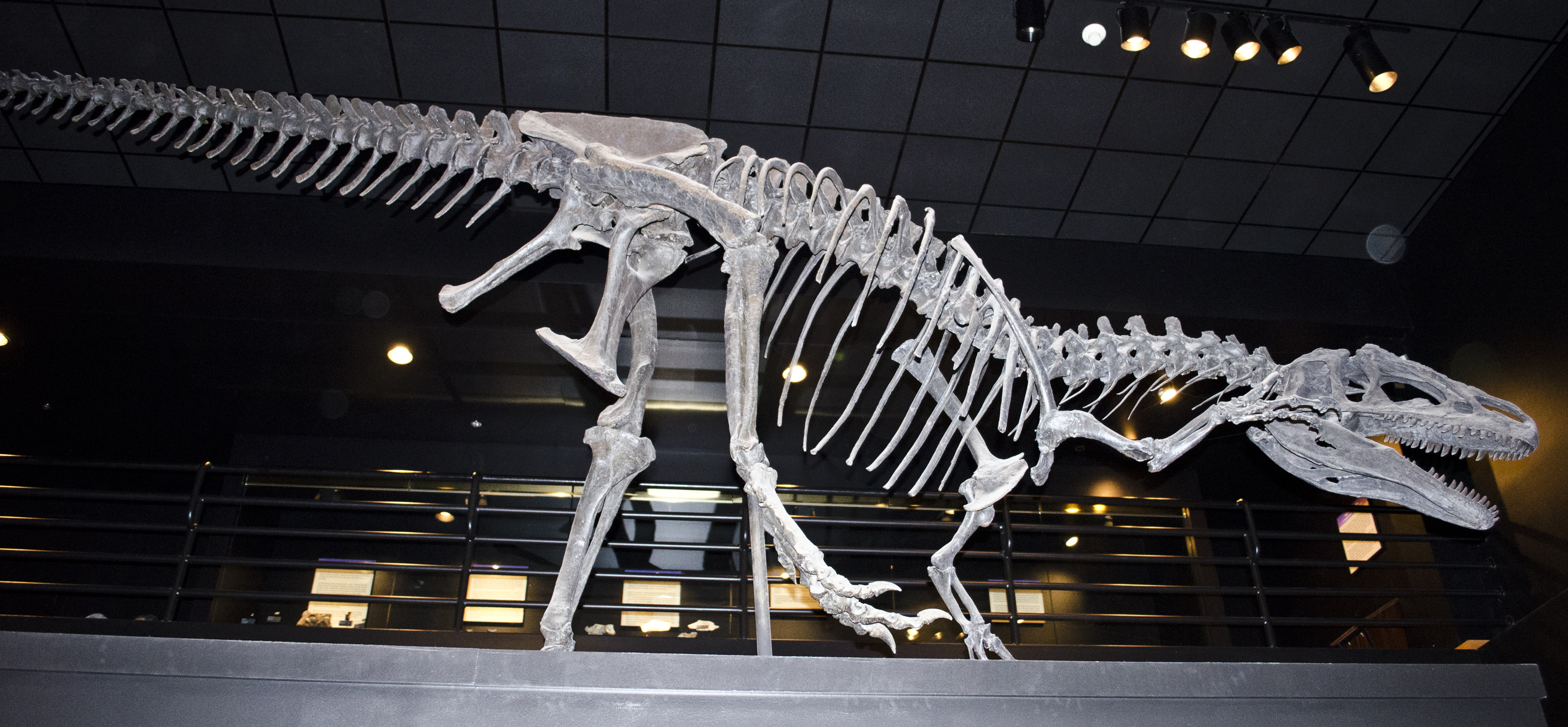
Scheletro di "Big Al", al Museum of the Rockies

Nel 1991, nei pressi di Shell, nel Wyoming, i paleontologi scoprirono uno scheletro di Allosaurus, completo al 95% nonché articolato, che chiamarono "Big Al" (MOR 693). L'animale per intero misurava circa 8 metri (circa 26 piedi) di lunghezza. L'animale in questione era un esemplare subadulto, di cui alcune ossa recavano segni di frattura e lesioni. Le costole, infatti, riportavano segni frattura e di guarigione, e il secondo dito degli arti posteriore mostrava segni di lesioni e di infezione. L'animale dunque aveva subito una serie di traumi a cui è riuscito a sopravvivere (come dimostrano i segni di guarigione delle costole), ma non riuscì a sopravvivere all'infezione che gli aveva disabilitato la funzione di uno degli arti posteriori, rendendolo impossibilitato a cacciare e a procurarsi il cibo, e quindi morendo di fame. Lo scheletro fu riportato alla luce da un team svizzero, guidato da Kirby Siber. Nel 2020, Chure e Loewen identificarono l'individuo come rappresentante della specie Allosaurus jimmadseni.

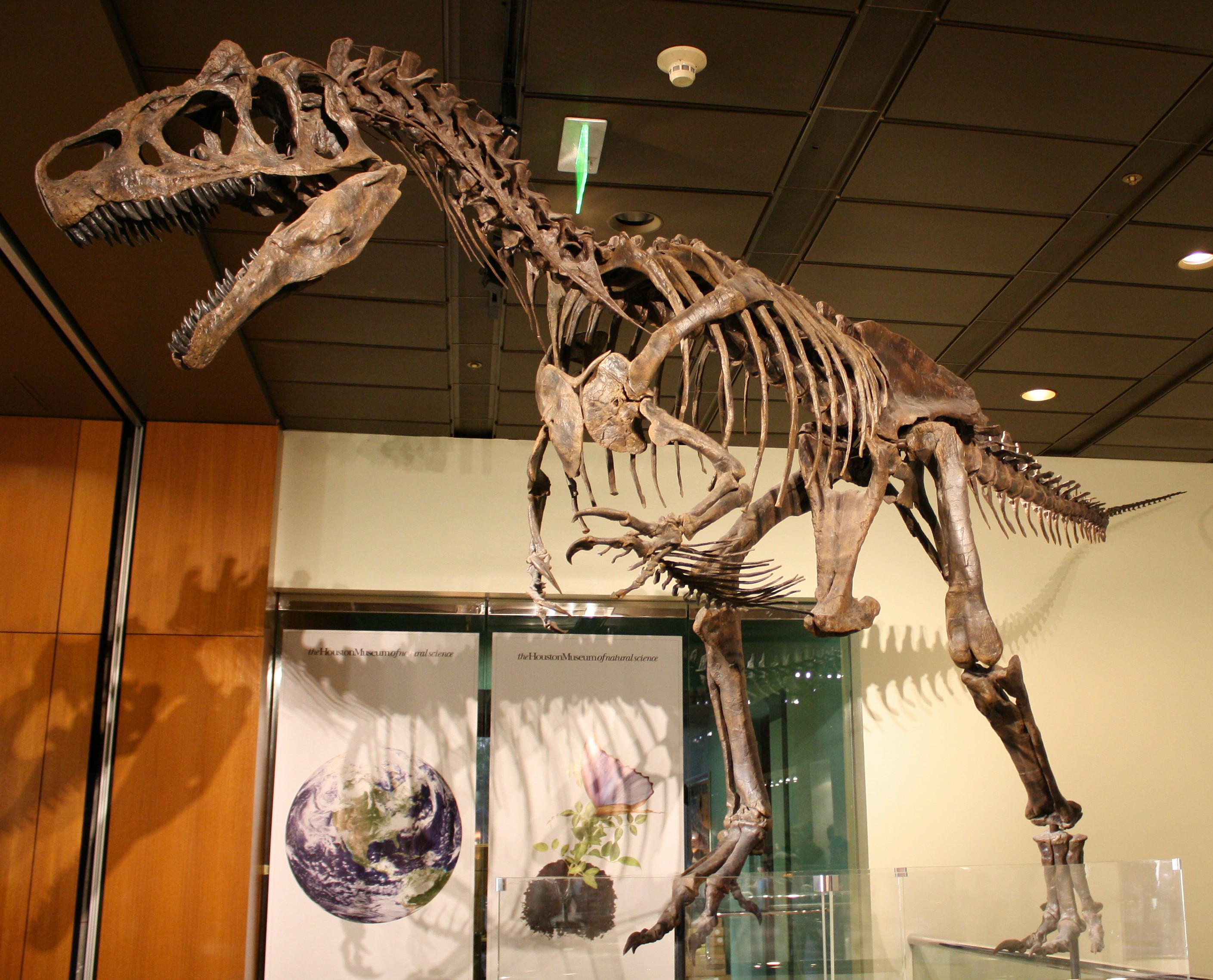
Scheletro di "Big Al II", (esemplare SMA 0005)

Nel 1996, lo stesso team scoprì un secondo scheletro di Allosaurus, che chiamarono "Big Al II", che ancora oggi è lo scheletro di Allosaurus meglio conservato finora scoperto, ed è anch'esso riferito alla specie A. jimmadseni.
La completezza, la conservazione e l'importanza scientifica di questi due scheletri gli hanno valso il nome"Big Al"; il primo individuo di per sé non era un animale eccezionale, infatti era un esemplare di medie dimensioni e ancora giovane, circa all'87% della sua crescita. L'esemplare fu descritto ufficialmente da Breithaupt, nel 1996. Del suo scheletro, diciannove delle sue ossa erano rotte o ha mostrato segni di infezione, che si pensa essere stata la causa della morte dell'animale. Tra le ossa danneggiate patologicamente vi sono cinque costole, cinque vertebre e quattro ossa dei piedi; diverse ossa mostrano segni di osteomielite, un'infezione ossea. Ciò che uccise l'animale è stata, probabilmente, la grave infezione e il trauma rinvenuto nel piede destro, che influenzò l'andatura dell'animale, impossibilitandolo nella caccia. L'infezione perdurò a lungo, forse fino a 6 mesi. "Big Al II", invece, è noto a causa delle varie fratture e lesioni multiple presenti su gran parte dello scheletro.

## Specie

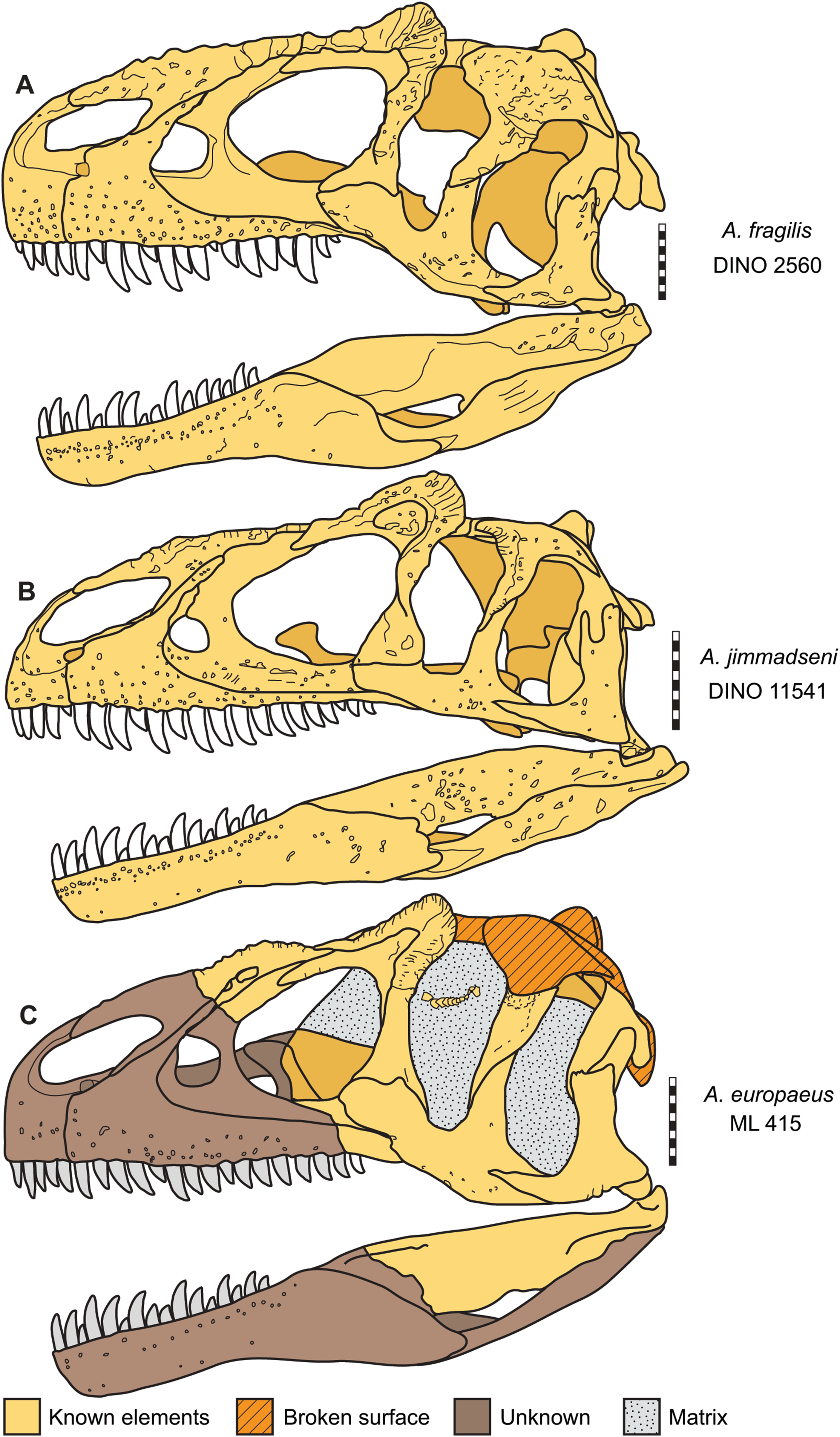
Diagramma che compara i crani delle tre specie riconosciute; A. fragilis (A), A. jimmadseni (B), A. europeaus (C)

Esistono cinque (o forse sei) specie di Allosaurus valide (A. amplus, probabilmente A. atrox, A. europaeus, la specie tipo A. fragilis, A. jimmadseni, e A. lucasi).
A. fragilis è la specie tipo ed è stata nominata da Marsh nel 1877. È noto dai resti di almeno sessanta individui, tutti trovati nella Formazione Morrison degli Stati Uniti del Giurassico superiore tra il Kimmeridgiano e il Titoniano, sparsi tra gli stati del Colorado, Montana, Nuovo Messico, Oklahoma, Dakota del Sud, Utah e Wyoming. Le caratteristiche dell'omero (parte superiore del braccio) di A. fragilis sono state usate come tratti diagnostici tra i teropodi di Morrison, ma la descrizione di A. jimmadseni indicherebbe che questo non è più il caso a livello di specie.
A. jimmadseni è stato scientificamente descritto sulla base di due scheletri quasi completi. Il primo esemplare è stato rinvenuto nel Dinosaur National Monument nello Utah nord-orientale, con l'esemplare "Big Al" successivamente riconosciuto come appartenente alla stessa specie. Questa specie differisce da A. fragilis per diversi dettagli anatomici tra cui un osso giugale, o zigomo, con un margine dritto inferiore. I fossili sono confinati al sito di Salt Wash della Formazione Morrison, con A. fragilis trovato solo nel sito Brushy Basin superiore.
A. fragilis, A. jimmadseni, A. amplus e A. lucasi sono tutti conosciuti da resti scoperti nella Formazione Morrison e risalenti al Giurassico superiore (Kimmeridgiano-Titoniano) degli Stati Uniti, e diffusi negli stati del Colorado, Montana, Nuovo Messico, Oklahoma, Dakota del Sud, Utah e Wyoming. A. fragilis è considerato il più comune, noto dai resti di almeno sessanta individui. Per un po', alla fine degli anni '80 e all'inizio degli anni '90 era comune riconoscere A. fragilis come la specie dal muso corto, mentre il taxon dal muso lungo era riconosciuto come A. atrox; tuttavia, successive analisi di esemplari dai siti di Cleveland-Lloyd Dinosaur Quarry, Como Bluff e Dry Mesa Quarry mostrarono che le differenze osservate nel materiale della Formazione Morrison potevano essere spiegate attraverso le variazioni individuali. Uno studio sugli elementi del cranio dal sito Cleveland-Lloyd ha trovato un'ampia variazione tra gli individui, mettendo in discussione le precedenti distinzioni a livello di specie basate su caratteristiche come la forma delle corna lacrimali e la proposta differenziazione di A. jimmadseni basata sulla forma dell'osso giugale. La specie europea A. europaeus è stata ritrovata all'interno della Formazione Lourinhã, nel sito di Porto Novo, risalente al Kimmeridgiano, sebbene potrebbe comunque rappresentare un A. fragilis.
Il materiale di Allosaurus proveniente dal Portogallo è stato riportato per la prima volta nel 1999 sulla base dell'esemplare MHNUL/AND.001, uno scheletro parziale comprendente un osso quadrato, vertebre, costole, gastralia, chevron, parte del bacino e arti posteriori. Questo esemplare fu assegnato ad A. fragilis, ma la successiva scoperta di un cranio e un collo parziali (ML 415) vicino a Lourinhã, stimolò la denominazione della nuova specie A. europaeus. Questa specie europea sembra essere più antica di A. fragilis e differisce dalle altre specie di Allosaurus per i dettagli cranici. Tuttavia, la scoperta più materiale fossile potrebbe dimostrare che si tratti solo di un esemplare di A. fragilis, come descritto in origine.
La questione delle specie e dei potenziali sinonimi è complicata dal fatto che l'esemplare tipo di Allosaurus fragilis (numero di catalogo YPM 1930) è estremamente frammentario, costituito da alcune vertebre incomplete, frammenti di ossa degli arti, frammenti di costole e un dente. Per questo motivo, diversi scienziati hanno interpretato l'esemplare tipo come potenzialmente dubbio, di conseguenza lo stesso genere Allosaurus, o almeno la specie A. fragilis sarebbe un nomen dubium ("nome dubbio", basato su un campione troppo incompleto per poterlo confrontare con altri esemplari e classificarlo). Per far fronte a questa situazione, Gregory S. Paul e Kenneth Carpenter (2010) hanno presentato una petizione all'ICZN per far trasferire ufficialmente il nome "A. fragilis" nell'esemplare più completo USNM4734 (come neotipo). Questa richiesta è in attesa di revisione.

### Specie potenzialmente valide
Nella più recente revisione da parte dei paleontologi sul genere Allosaurus, tra le specie potenzialmente valide vi sono: i due potenziali sinonimi di A. fragilis, ossia A. amplexus e A. atrox,"A. jimmadseni" (ora considerata come una specie senza nome) e A. tendagurensis. Nel gruppo rientravano anche A. europaeus ora riconosciuto ufficialmente come specie a sé stante e A. maximus ora assegnato a Saurophaganax.
- A. amplexus è una specie dubbia, nominata da Gregory S. Paul, sulla base di alcuni reperti fossili giganti rinvenuti nella Formazione Morrison.[15] Inizialmente il nome specifico della specie fu coniato da Cope nel 1878, per il suo nuovo genere Epanterias,[58][82] A seguito dei lavori di Paul, questa specie è stata accettata come possibile sinonimo di A. fragilis.[20]
- A. atrox è una specie dubbia, nominata sempre da Gregory S. Paul, sulla base di alcune differenze anatomiche rispetto alla corporatura di A. fragilis. Secondo Gregory infatti, A. fragilis aveva le corna che puntavano verso l'alto e una corporatura più esile rispetto ad A. atrox. Tuttavia questa teoria non è accettata da tutti i paleontologi, che considerano questa specie come un possibile sinonimo di A. fragilis.[15]

- A. jimmadseni è una specie dubbia, descritta da Daniel Chure, e ritrovata nella Formazione Morrison. La specie si basa su uno scheletro quasi completo e un cranio completo.[9][75] Differisce da A. fragilis in molti dettagli anatomici, oltre al fatto che si trova solo nei pressi di Salt Wash, membro della Formazione Morrison.[83]

### Specie e fossili precedentemente assegnati

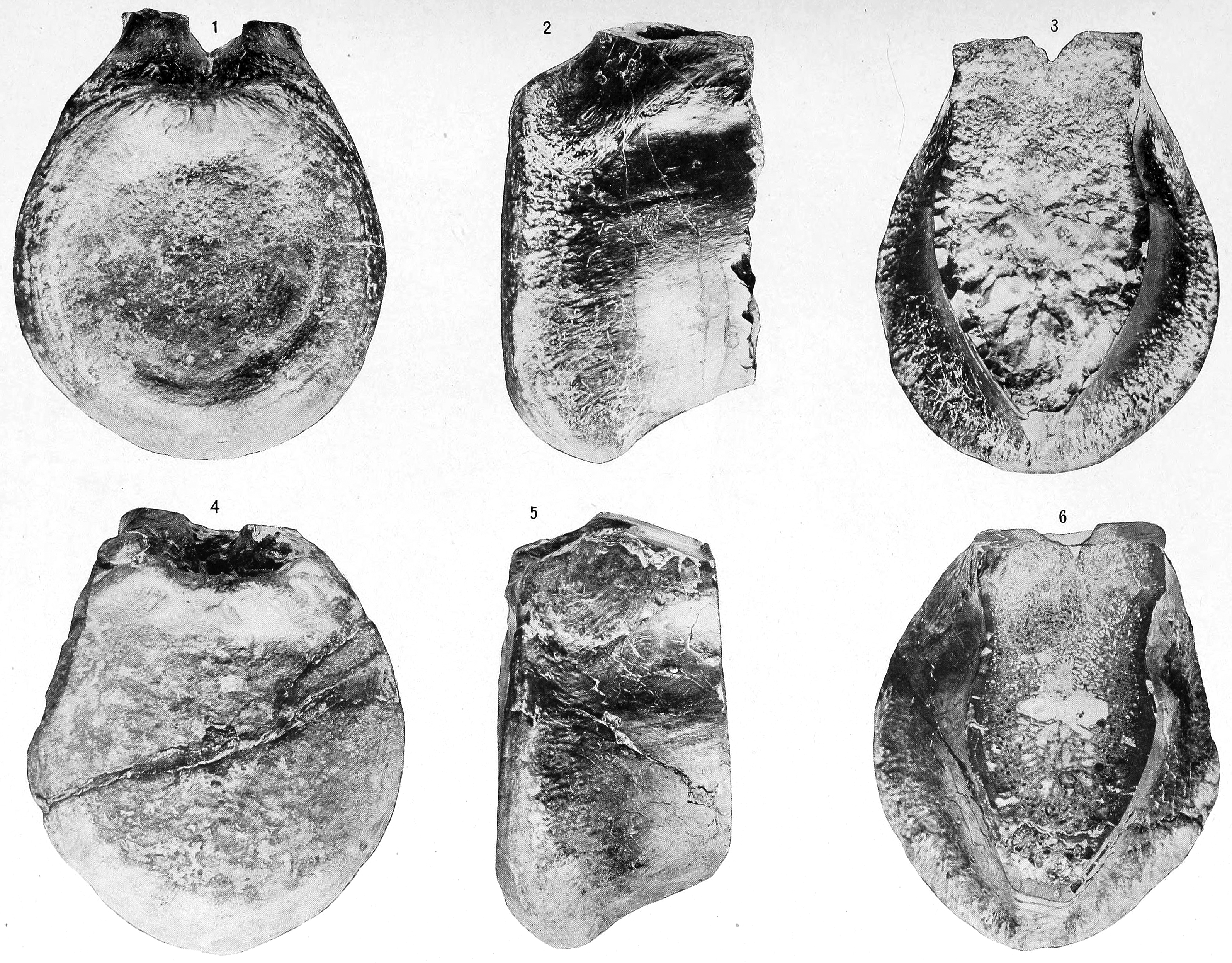
Olotipo della vertebra caudale di Antrodemus valens (sopra) confrontata con quella di Allosaurus (sotto)

Diverse specie inizialmente classificate o riferite ad Allosaurus non appartengono al genere. A. medius fu nominato da Marsh nel 1888 per vari esemplari della Formazione Arundel del Cretaceo inferiore del Maryland, sebbene la maggior parte dei resti furono rimossi da Richard Swann Lull nella nuova specie di ornitopode Dryosaurus grandis, ad eccezione di un dente. Fu trasferito su Antrodemus da Oliver Hay nel 1902, ma Hay in seguito chiarì che si trattava di un errore inspiegabile da parte sua. Gilmore considerò il dente non diagnostico ma lo trasferì in Dryptosaurus, come D. medius. Il deferimento non è stato accettato nella revisione più recente dei tetanuri basali e Allosaurus medius è stato semplicemente elencato come una specie dubbia di teropodi. Potrebbe essere strettamente imparentato con Acrocanthosaurus.
Allosaurus valens è una nuova combinazione per Antrodemus valens usata da Friedrich von Huene nel 1932; Lo stesso Antrodemus valens potrebbe appartenere anche ad Allosaurus fragilis, come suggerì Gilmore nel 1920.
A. lucaris, un altro nome coniato da Marsh, fu dato a uno scheletro parziale nel 1878. Successivamente Marsh decise che l'esemplare meritava un proprio genere, Labrosaurus, ma questo non è stato accettato, e anche A. lucaris è considerato un altro esemplare di A. fragilis. Allosaurus lucaris, è conosciuto principalmente da vertebre, che condividono diverse caratteristiche con Allosaurus. Paul e Carpenter affermarono che l'esemplare tipo di questa specie, YPM 1931, era di un'età più giovane rispetto ad Allosaurus e potrebbe rappresentare un genere diverso. Tuttavia, hanno scoperto che l'esemplare non era diagnostico e quindi A. lucaris rimase un nomen dubium.
Allosaurus sibiricus venne descritto nel 1914 da AN Riabinin sulla base di un osso, successivamente identificato come un quarto metatarso parziale, del Cretaceo inferiore della Buriazia, Russia. Fu in seguito riassegnato al genere Chilantaisaurus, nel 1990, ma ora è considerato un nomen dubium indeterminato.
Allosaurus meriani era una nuova combinazione di George Olshevsky per Megalosaurus meriani di Greppin, 1870, basata su un dente del Giurassico superiore della Svizzera. Tuttavia, una recente panoramica di Ceratosaurus lo ha incluso in Ceratosaurus sp.
Apatodon mirus, basato su un frammento di vertebra che Marsh inizialmente pensava fosse la mascella di un mammifero, è stato elencato come sinonimo di Allosaurus fragilis. Tuttavia, venne considerato indeterminato oltre Dinosauria da Chure, e Mickey Mortimer ritiene che la sinonimia di Apatodon con Allosaurus fosse dovuta alla corrispondenza con Ralph Molnar di John McIntosh, per cui quest'ultimo avrebbe trovato un documento che diceva che Othniel Charles Marsh ammise che l'olotipo di Apatodon era in realtà una vertebra dorsale di allosauride.
A. amplexus venne nominato da Gregory S. Paul per i resti di un allosauro gigante della Morrison e incluse nella sua concezione Saurophagus maximus (in seguito Saurophaganax). A. amplexus fu originariamente coniato da Cope nel 1878 come specie tipo del suo nuovo genere Epanterias, e si basa su quello che ora è l'esemplare AMNH 5767, composto da parti di tre vertebre, un coracoide e un metatarso. Seguendo il lavoro di Paul, questa specie è stata accettata come sinonimo di A. fragilis. Uno studio del 2010 di Paul e Kenneth Carpenter, tuttavia, indica che Epanterias è temporalmente più giovane dell'esemplare di tipo A. fragilis, rappresentando come minimo una specie separata.
A. maximus era una nuova combinazione di David K. Smith per Saurophaganax maximus di Chure, un taxon creato da Chure nel 1995 per i resti di allosauridi giganti del Morrison dell'Oklahoma. Questi resti erano conosciuti come Saurophagus, ma quel nome era già in uso, portando Chure a proporre un sostituto. Smith, nella sua analisi della variazione del 1998, concluse che S. maximus non era abbastanza diverso da Allosaurus per essere un genere separato, ma garantiva una specie a parte, A. maximus. Questa riassegnazione è stata respinta in una revisione dei tetanuri basali.
Ci sono anche diverse specie rimaste dalle sinonimizzazioni di Creosaurus e Labrosaurus in Allosaurus. Creosaurus potens venne nominato da Lull nel 1911 per una vertebra dal Cretaceo inferiore del Maryland. Oggi questa specie è considerata un teropode dubbio. Labrosaurus stechowi, descritto nel 1920 da Janensch sulla base di denti isolati simili a Ceratosaurus provenienti dai letti del Tendaguru, Tanzania, è stato elencato da Donald F. Glut come una specie di Allosaurus, ed è oggi considerato un ceratosauro dubbio imparentato con Ceratosaurus. L. sulcatus, così chiamato da Marsh nel 1896 per un dente di teropode dalla Morrison, che, come L. stechowi, è ora considerato un ceratosauro dubbio simile al Ceratosaurus.

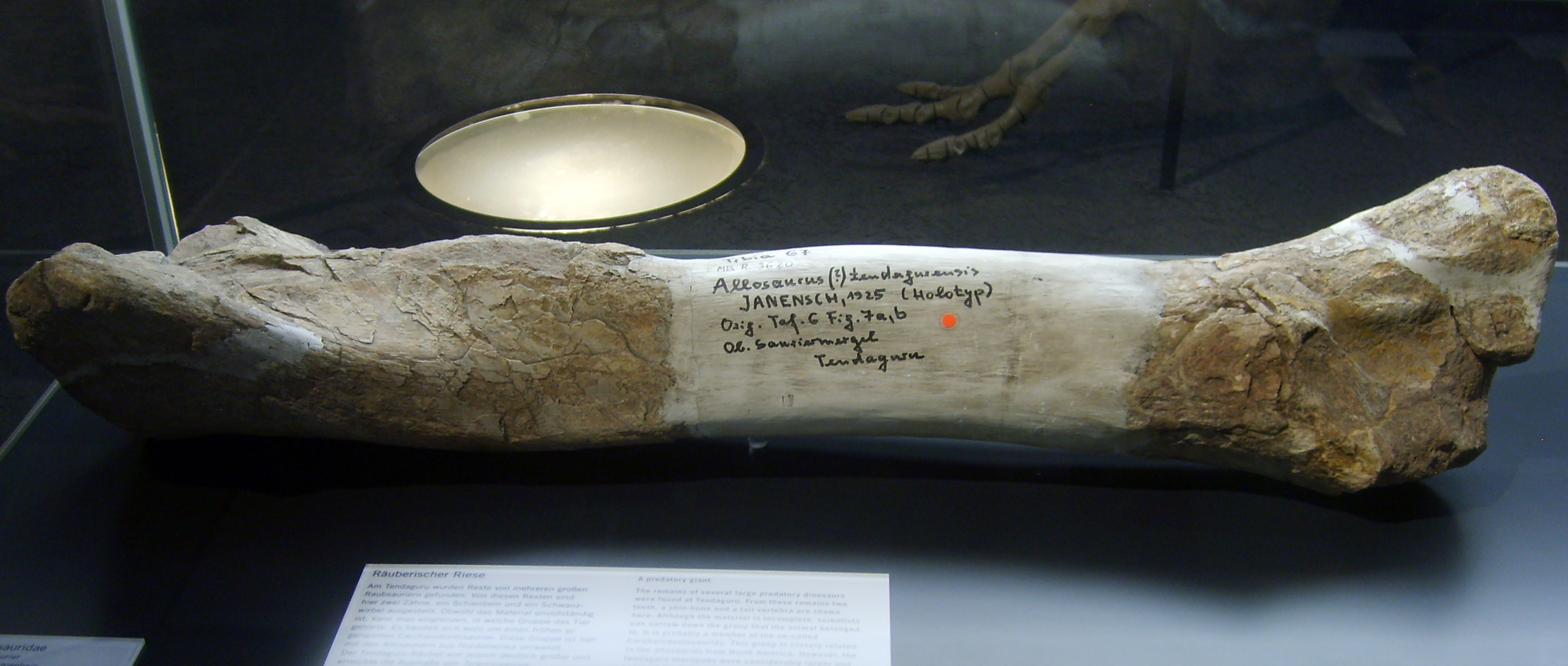
Tibia di A. tendagurensis, al Naturkunde Museum di Berlino

A. tendagurensis fu nominato nel 1925 da Werner Janensch per una tibia parziale (MB.R.3620) trovato nella Formazione Tendaguru di età Kimmeridgiana a Mtwara, Tanzania. Sebbene venga classificato come una specie provvisoriamente valida di Allosaurus nella seconda edizione di Dinosauria, studi successivi lo collocano come un tetanuro indeterminato, un carcarodontosauro o un megalosauride. Sebbene perlopiù sconosciuto, questa tibia appartiene ad un grande teropode, forse lungo circa 10 metri e pesante 2,5 tonnellate.
Kurzanov e colleghi nel 2003 designarono sei denti provenienti dalla Siberia come Allosaurus sp. (il che significa che gli autori considerano questi esemplari molto simili a quelli di Allosaurus , ma non hanno potuto assegnarli ad una determinata specie). In seguito vennero riclassificati come teropodi indeterminati. Inoltre, segnalazioni di presunti esemplari di Allosaurus nello Shanxi, Cina, risalgono almeno al 1982. Questi furono interpretati come resti di Torvosaurus, nel 2012.
Un astragalo (osso della caviglia) che si ritiene appartenga a una specie di Allosaurus è stato trovato a Cape Paterson, Victoria, nei letti del Cretaceo inferiore nell'Australia sud-orientale. Originariamente si pensava che questo esemplare fornisse la prova che l'Australia fosse un rifugio per animali giurassici che si erano estinti altrove durante il Cretaceo. Questa identificazione fu contestata da Samuel Welles, che pensava che l'astragalo assomigliasse di più a quello di un ornithomimide, ma gli autori originali difesero la loro identificazione. Con quindici anni di nuovi esemplari e ricerche da esaminare, Daniel Chure riesaminò l'osso e scoprì che non apparteneva ad un Allosaurus, ma poteva rappresentare un allosauroide. Allo stesso modo, Yoichi Azuma e Phil Currie, nella loro descrizione di Fukuiraptor, notarono che l'osso somigliava molto a quello del loro nuovo genere. Questo esemplare viene talvolta chiamato "Allosaurus robustus", un nome informale da museo. Probabilmente apparteneva a qualcosa di simile ad Australovenator, anche se uno studio lo considerava appartenere a un abelisauro. Uno studio del 2019 ha fortemente sostenuto un'affinità ai megaraptori per l'astragalo.

## Paleobiologia

### Crescita

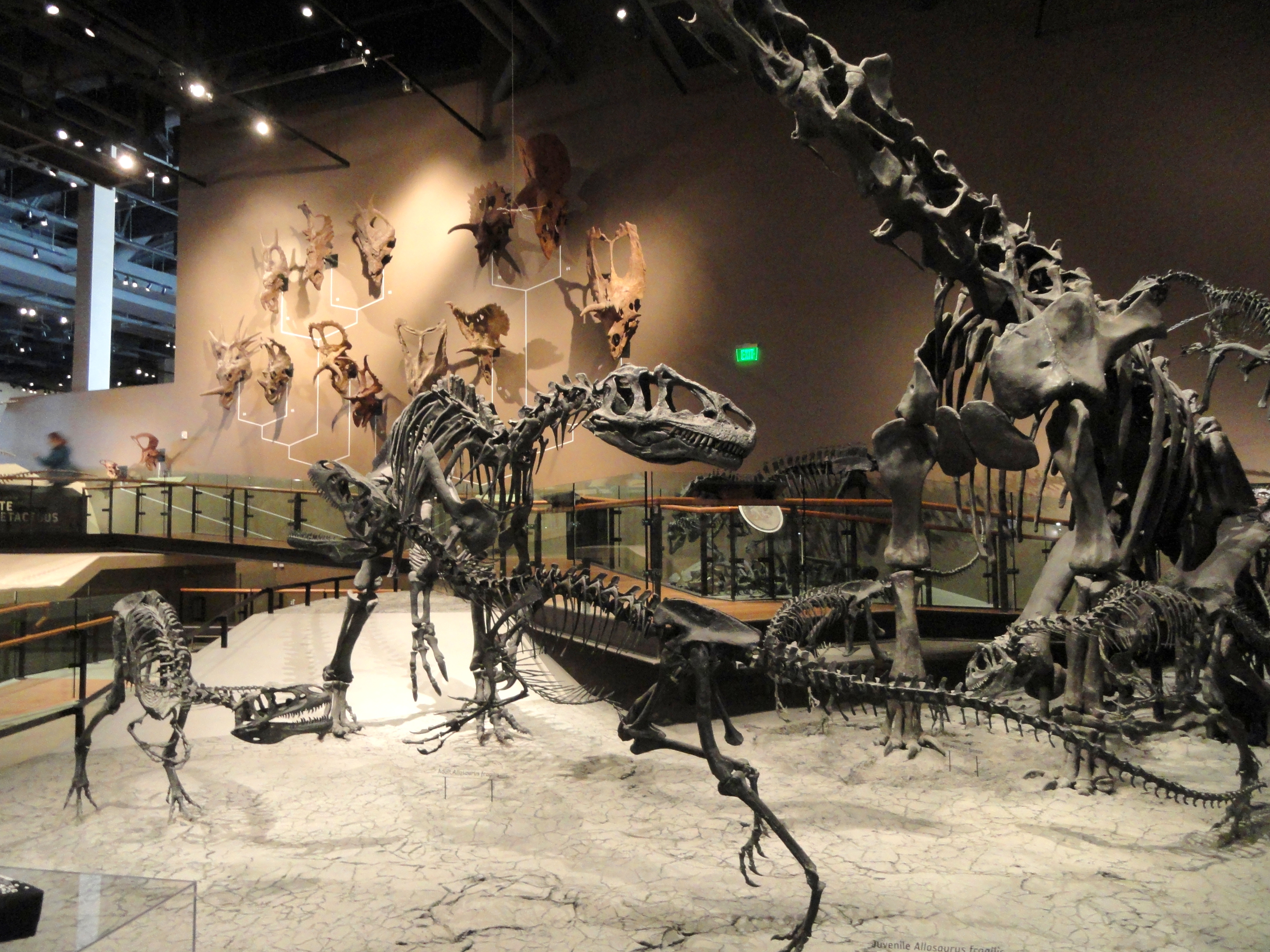
Scheletri di Allosaurus di varie classi di età

La grande ricchezza di fossili di Allosaurus, provenienti da esemplari di quasi tutte le età, ha permesso ai paleontologi di studiare e ricostruire l'intera crescita dell'animale e persino la durata media della vita di un singolo esemplare. I fossili di questo animale sono così completi che i paleontologi possono ricostruire la sua crescita partendo addirittura dallo stadio di uovo, infatti, in Colorado sono stati ritrovati alcuni frammenti di guscio che potrebbero appartenere proprio ad Allosaurus. Sulla base di analisi istologiche, delle ossa degli arti, la deposizione delle ossa sembra fermarsi a sui 22-28 anni circa, che è paragonabile a quella di altri grandi teropodi come Tyrannosaurus. Dalla stessa analisi, risulterebbe che la crescita massima di un individuo arrivasse a 15 anni, con un tasso di crescita stimato sui 150 chilogrammi circa (330 libbre) all'anno.
In un esemplare di Allosaurus, scoperto presso il Cleveland-Lloyd Quarry, è stato rinvenuto del tessuto osseo midollare (in pratica, una mineralizzazione all'interno del midollo delle ossa lunghe, presente nelle ossa lunghe delle femmine di uccelli gravide) endosteally derivato, effimera, la mineralizzazione situato all'interno del midollo delle ossa lunghe in gravide femmine degli uccelli). Oggi, questo tessuto osso tessuto, si forma solo nelle femmine di uccelli che devono deporre le uova, e tale sostanza è fondamentale per lo sviluppo delle uova, in quanto immette in quest'ultime il calcio per la fortificazione dei gusci. Questo ritrovamento ha permesso ai paleontologi di stabilire il sesso dell'individuo e calcolare quando un individuo raggiungeva la piena maturità sessuale.
La scoperta di un giovane esemplare di Allosaurus, con le ossa delle gambe praticamente complete, hanno dimostrato che gli esemplari più giovani avevano gambe più lunghe in proporzione al corpo, rispetto agli adulti. Questo potrebbe essere indicato come un adattamento ad una differente strategia di caccia; gambe più lunghe significa una maggiore velocità nella corsa, adatta a predare velocemente piccole prede come lucertole, insetti e piccoli mammiferi. Crescendo la proporzione gambe-corpo si stabilizzava facendo dell'Allosaurus adulto un eccellente predatore da imboscata. Durante la crescita, il femore diventava più spesso e più ampio, e l'aggancio per i muscoli diventava sempre più breve, rallentando la crescita dell'arto. Questi cambiamenti implicano che gli arti posteriori dei giovani, dovevano sopportare più sollecitazioni rispetto agli adulti, che in seguito alla crescita si orientavano in avanti in modo più regolare. Al contrario, le ossa del cranio crescevano in modo regolare, aumentando di dimensioni, senza modificare le proporzioni.

### Alimentazione

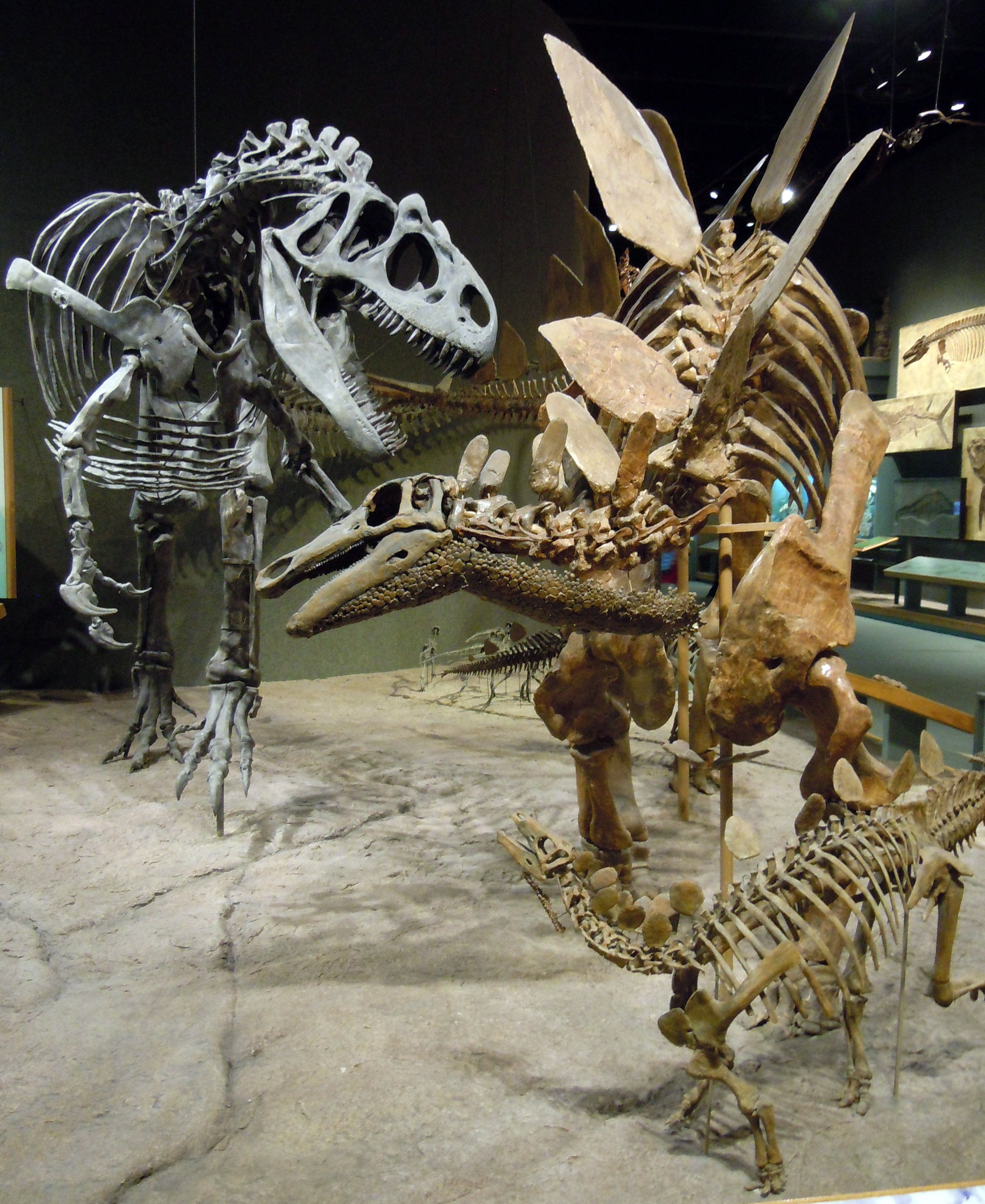
Ricostruzione scheletrica di un Allosaurus mentre attacca uno Stegosaurus

I paleontologi concordano nel dire che l'Allosaurus fosse un predatore attivo, anche di grandi animali. Vi sono molte prove per esempio di scontri tra Allosaurus e Stegosaurus, tra cui una vertebra di Allosaurus con una profonda lesione, parzialmente guarita, provocata dal thagomizer di uno Stegosaurus, e una piastra cervicale di quest'ultimo che presenta una porzione mancante a forma di U, che si correla perfettamente con il muso dello Allosaurus. Sembra che anche i grandi sauropodi rientrassero nella dieta dell'Allosaurus sia come prede vive sia solo come mero oggetto di saprofagia, sulla base di alcune segni di denti sulle ossa e denti tra le ossa di numerosi sauropodi. Tuttavia, come ha osservato Gregory Paul nel 1988, probabilmente l'Allosaurus non cacciava attivamente i sauropodi completamente cresciuti, a meno che non cacciasse in branco, poiché il cranio era di dimensioni modeste e i suoi denti erano relativamente piccoli, oltre al fatto che le sue dimensioni erano ampiamente superate dai sauropodi suoi contemporanei. Un'altra possibilità è che l'Allosaurus predasse solo sauropodi giovani e non completamente sviluppati, o animali vecchi, deboli o malati. Le ricerche condotte negli anni 90 e nel primo decennio del XXI secolo hanno formulato nuove ipotesi. Il paleontologo Robert T. Bakker ha confrontato l'Allosaurus con i mammiferi carnivori dai denti a sciabola del Cenozoico, ritrovando adattamenti simili in entrambi, come la riduzione dei muscoli della mascella, un aumento dei muscoli del collo e la possibilità di aprire ampiamente le fauci. Sebbene l'Allosaurus non avesse i denti a sciabola, Bakker ha formulato un'altra modalità di attacco che coinvolgerebbe l'utilizzo di tali adattamenti del collo e della mascella: i denti relativamente corti della mascella avrebbero svolto lo stesso lavoro dei denti di una sega, tagliando pelle e carne e permettendo al predatore di strappare grandi bocconi di carne mentre la preda era ancora viva. Questo tipo attacco avrebbe permesso all'Allosaurus di attaccare prede molto più grandi di lui, con l'obiettivo di indebolire la vittima.
Conclusioni analoghe sono state tratte anche da un altro studio con l'analisi agli elementi finiti sul cranio di un Allosaurus. Secondo la loro analisi biomeccanica il cranio dell'Allosaurus era molto forte ma aveva un morso relativamente debole. Utilizzando solo i muscoli della mascella, l'animale poteva produrre una morso con una forza tra gli 805 e i 2.148 N, cifra inferiore al morso di alligatori (13.000 N), leoni (4.167 N) e leopardi (2.268 N), sebbene il cranio potesse sopportare quasi 55.500 N di forza verticale sui denti. Sulla base di queste analisi gli autori hanno suggerito che l'Allosaurus utilizzasse il suo cranio come una scure contro la preda, lanciandosi contro di essa a bocca spalancata e usando i potenti muscoli del collo per "lanciare" la testa in avanti e affondare i denti nella carne della vittima per poi usare i denti come una sega per strappare e lacerare, al contrario di altri teropodi come il Tyrannosaurus il cui morso era specializzato nel frantumare le ossa. Gli studiosi hanno anche suggerito che la struttura del cranio avrebbe consentito l'uso di diverse strategie di caccia contro diverse prede; il cranio era abbastanza leggero da permettere di attaccare e uccidere facilmente gli ornitopodi più piccoli e agili, ma abbastanza forte per compiere imboscate ad alto impatto contro grandi prede come gli stegosauridi e i sauropodi. Le loro interpretazioni sono state messe in dubbio da altri ricercatori, che non hanno trovato analoghi moderni per un attacco ad accetta e ritengono più probabile che il teschio dell'Allosaurus fosse forte abbastanza da compensare la sua costituzione leggera assorbendo le sollecitazioni della lotta contro la preda. Gli autori originali hanno notato che l'Allosaurus non ha nessun equivalente moderno, che avesse una fila di denti adatta a tale strategia di caccia, e che le articolazioni del cranio citate dai loro avversari come problematiche in realtà aiutavano effettivamente a proteggere il palato e a ridurre lo stress. Un'altra possibilità per la gestione di grosse prede è che teropodi come Allosaurus fossero "carnivori pascolanti" che invece di uccidere la preda, strappavano solamente la carne dai sauropodi, quel tanto che bastava a sfamarli, lasciando la preda in vita, e non sprecando energie nell'abbatterla. Questa strategia avrebbe anche permesso alla preda di guarire per poi essere attaccata nuovamente in futuro. Un'ulteriore ipotesi fa notare che gli ornitopodi erano le prede più comuni della regione, e che gli Allosaurus potevano facilmente sottometterle utilizzando un attacco simile a quello dei moderni grandi felini: afferrando la preda con i loro arti anteriori, per poi finire la preda squarciando la trachea a morsi. Ciò è compatibile con altri elementi che provano che gli arti anteriori erano molto forti e in grado di immobilizzare la preda. Studi condotti da Stephen Lautenschager et al., presso l'Università di Bristol, indicano che l'Allosaurus potesse aprire le fauci in modo piuttosto ampio e sostenere una notevole forza muscolare. Quando confrontato con Tyrannosaurus e con il therizinosauride Erlikosaurus nello stesso studio, si è constatato che l'Allosaurus potesse amprire le fauci più di qualunque altro teropode usato nello studio; l'animale era in grado di aprire le fauci fino a formale un angolo di 79 gradi. I risultati indicano anche che i grandi dinosauri carnivori, come i carnivori moderni, potevano spalancare le fauci molto più degli erbivori.

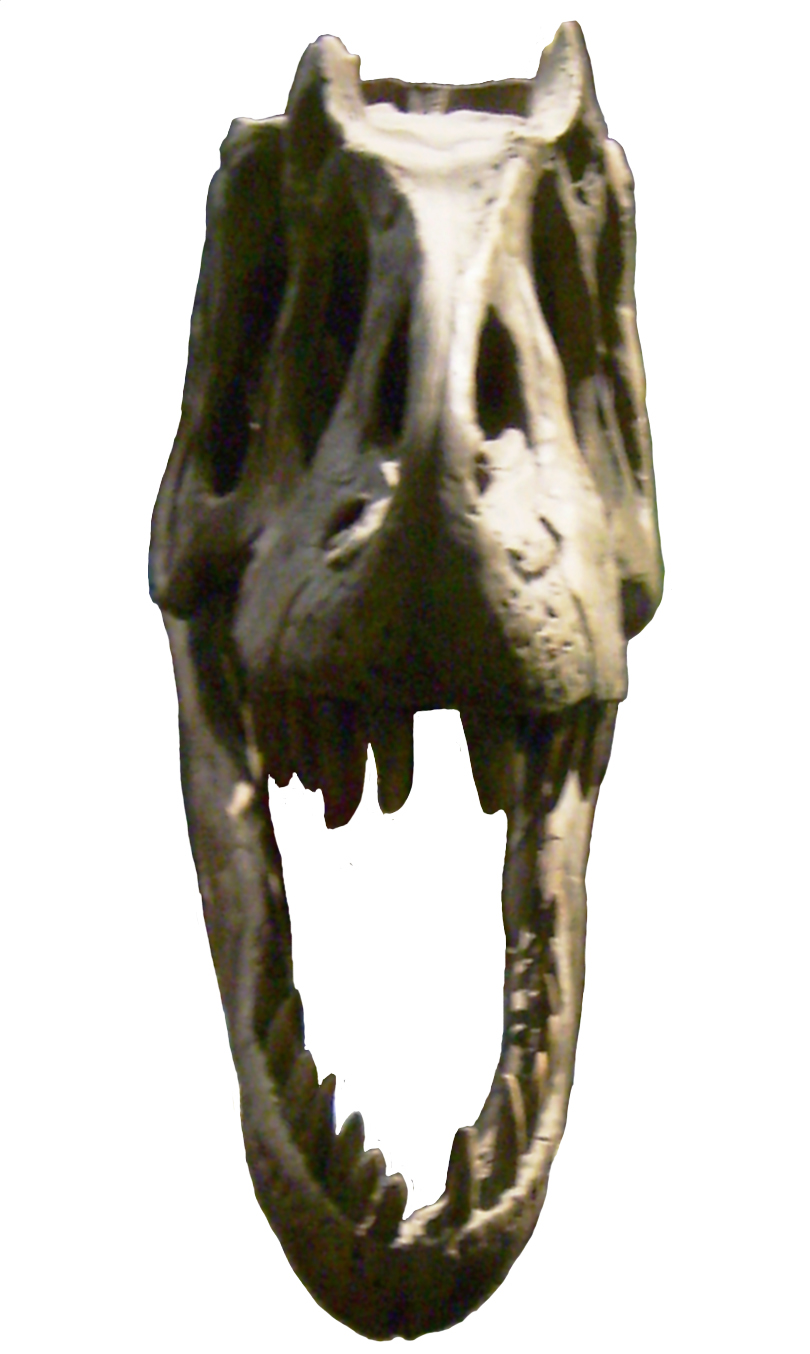
Cranio di A. fragilis in vista frontale, al Museum für Naturkunde, Berlino

Uno studio biomeccanico pubblicato nel 2013, da Eric Snively e colleghi ha scoperto che l'Allosaurus ha avuto un punto di attacco insolitamente basso sul cranio per il muscolo del collo longissimus capitis superficialis, rispetto ad altri teropodi come il Tyrannosaurus. Questo avrebbe permesso all'animale di fare movimenti verticali rapidi e forti con il cranio. Gli autori hanno inoltre appurato che l'attacco verticale ad accetta, proposto da Bakker e Rayfield, è coerente con le capacità degli animali. Hanno anche scoperto che l'animale poteva cibarsi anche carcasse con movimenti verticali simile a quelli dei falchi, quali il gheppio: l'animale afferrava la carne con le mascelle mentre utilizzava le zampe posteriori per tenere ferma la carcassa, per poi ritrarre la testa e strappare brandelli di carne. Ciò differisce dal metodo di alimentazione previsto per i tirannosauridi, che probabilmente strappavano la carne scuotendo violentemente la testa lateralmente, in modo simile a come fanno i coccodrilli. Inoltre, l'Allosaurus era in grado di "muovere la testa e il collo intorno relativamente veloce e con notevole controllo", sacrificando però la potenza.
Altri aspetti dell'alimentazione dell'animale includono gli occhi, le braccia e le gambe. La forma del cranio dell'Allosaurus limita la potenziale visione binoculare a soli 20° di larghezza, leggermente inferiore a quella dei moderni coccodrilli. Tuttavia, come per i coccodrilli ciò era sufficiente per comprendere la distanza tra predatore e preda e per calcolare il tempo d'attacco. Le braccia, rispetto a quelle di altri teropodi, sono adatte sia per afferrare la preda a distanza sia per trattenerla saldamente, e l'articolazione degli artigli suggerisce che avrebbero potuto essere utilizzati per collegare le due cose. Infine, la velocità massima di un Allosaurus in corsa è stimata dai 30 ai 55 km/h (dalle 19 alle 34 miglia all'ora).
Un nuovo studio sul cranio dell'Allosaurus e come esso potesse funzionare, ritiene che l'attacco ad ascia fosse improbabile dal momento che l'animale avrebbe sprecato grandi quantità di energia per ogni boccone. Sembra più probabile che l'Allosaurus braccasse le proprie prede come qualsiasi altro tipico carnosauro, strappando grandi pezzi di carne dall'animale e lasciandolo sanguinare fino alla morte.

### Comportamento sociale

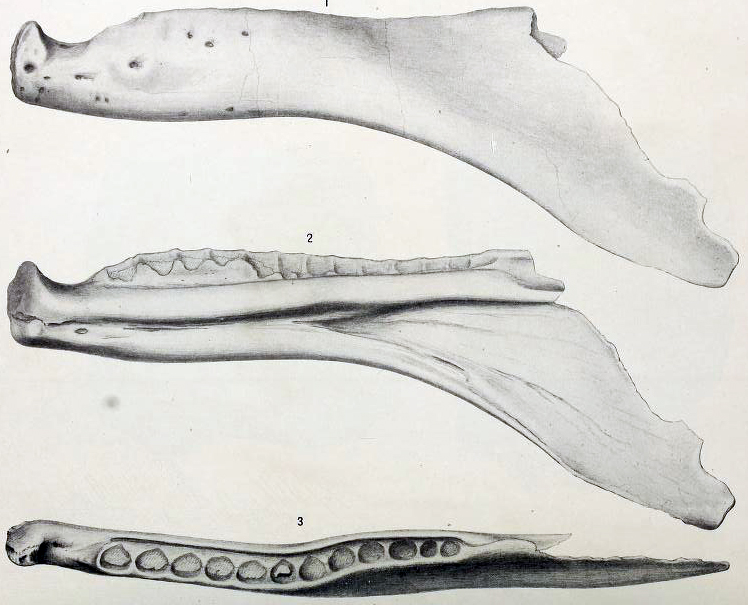
Dentario olotipo di Labrosaurus ferox, che potrebbe essere stato ferito dal morso di un altro A. fragilis.

Nel 1970, è stato ipotizzato che l'Allosaurus predasse i sauropodi e altri grandi dinosauri, cacciando in gruppo. Tale rappresentazione è stata in seguito resa comune nella letteratura e nella cultura popolare. Robert T. Bakker ha esteso il comportamento sociale anche alle cure parentali, e ha interpretato i morsi presenti sulle ossa di altri dinosauri come la prova che i genitori masticassero e rigurgitassero il cibo per i loro piccoli, come i moderni uccelli, impedendo anche che altri carnivori potessero usufruire della carcassa. Tuttavia, in realtà ci sono poche prove che dimostrino comportamenti sociali tra i teropodi, e tra le interazioni sociali con i membri della stessa specie sarebbero inclusi incontri piuttosto violenti, come dimostrato da diversi infortuni alla gastralia e ferite da morso sul cranio (la patologica mandibola denominata Labrosaurus ferox ne è un possibile esempio). Tali scontri potrebbe essere stati un modo per stabilire una posizione dominante in un presunto gruppo o per risolvere le controversie territoriali e per cibo.
Anche se Allosaurus potrebbe aver cacciato in branco, è stato constatato che la maggior parte delle interazioni tra Allosaurus e tra altri teropodi erano molto violente e poco propense alla collaborazione. Lo studio in questione ha osservato che la caccia cooperativa di prede molto più grandi di un predatore individuale, è rara tra i vertebrati in generale, e i moderne diapsidi carnivori (tra cui lucertole, coccodrilli e uccelli) raramente collaborano tra loro per dare la caccia ad una preda più grande. Al contrario, quando un predatore uccide una preda altri carnivori compresi animali della propria specie tentano di impossessarsene, dando vita a scontri in cui il più debole viene talvolta ucciso e cannibalizzato, facendo lo stesso con gli individui più piccoli che cercano di mangiare per primi. Difatti tra i sinapsidi gregari vi è una sorta di gerarchia in cui gli esemplari più grandi mangiano per primi. Secondo questa interpretazione, l'accumulo di resti di più individui di Allosaurus nello stesso luogo, ad esempio nel Cleveland-Lloyd Quarry, non sarebbe dovuto alla creazione di un branco, ma alla presenza di una grande fonte di cibo che avrebbe portato gli animali ad una frenesia alimentare in cui alcuni esemplari di Allosaurus portatori di handicap o più giovani, sono stati a loro volta uccisi e cannibalizzati nel processo. Questo potrebbe spiegare l'alta percentuale di giovani e subadulti presenti, rispetto agli esemplari adulti. Tale comportamento è spesso osservato anche in animali moderni come i coccodrilli e i draghi di Komodo. La stessa interpretazione vale per i siti tana di Bakker. Ci sono alcune prove di cannibalismo tra Allosaurus, tra cui segni di denti su dei frammenti di costole di Allosaurus, eventuali segni di denti su una scapola e diversi scheletri cannibalizzati tra le ossa dei siti tana di Bakker.

### Cervello e sensi
Il cervello dell'Allosaurus, come interpretato dal calco effettuato tramite una scansione CT, era più simile a quello dei coccodrilli, rispetto a quelli di altri arcosauri viventi, come gli uccelli. La struttura dell'apparato vestibolare indica che il cranio era tenuto quasi orizzontale, al contrario la punta del muso puntava verso il basso. La struttura dell'orecchio interno ricordava quella di un coccodrillo, quindi l'Allosaurus probabilmente poteva sentire le frequenze più basse e non avrebbe avuto problemi con i suoni a bassa frequenza. I bulbi olfattivi erano grandi e sembrano essere stati ben adatti per rilevare gli odori, anche se la zona per la valutazione degli odori era relativamente piccola.

### Paleopatologia

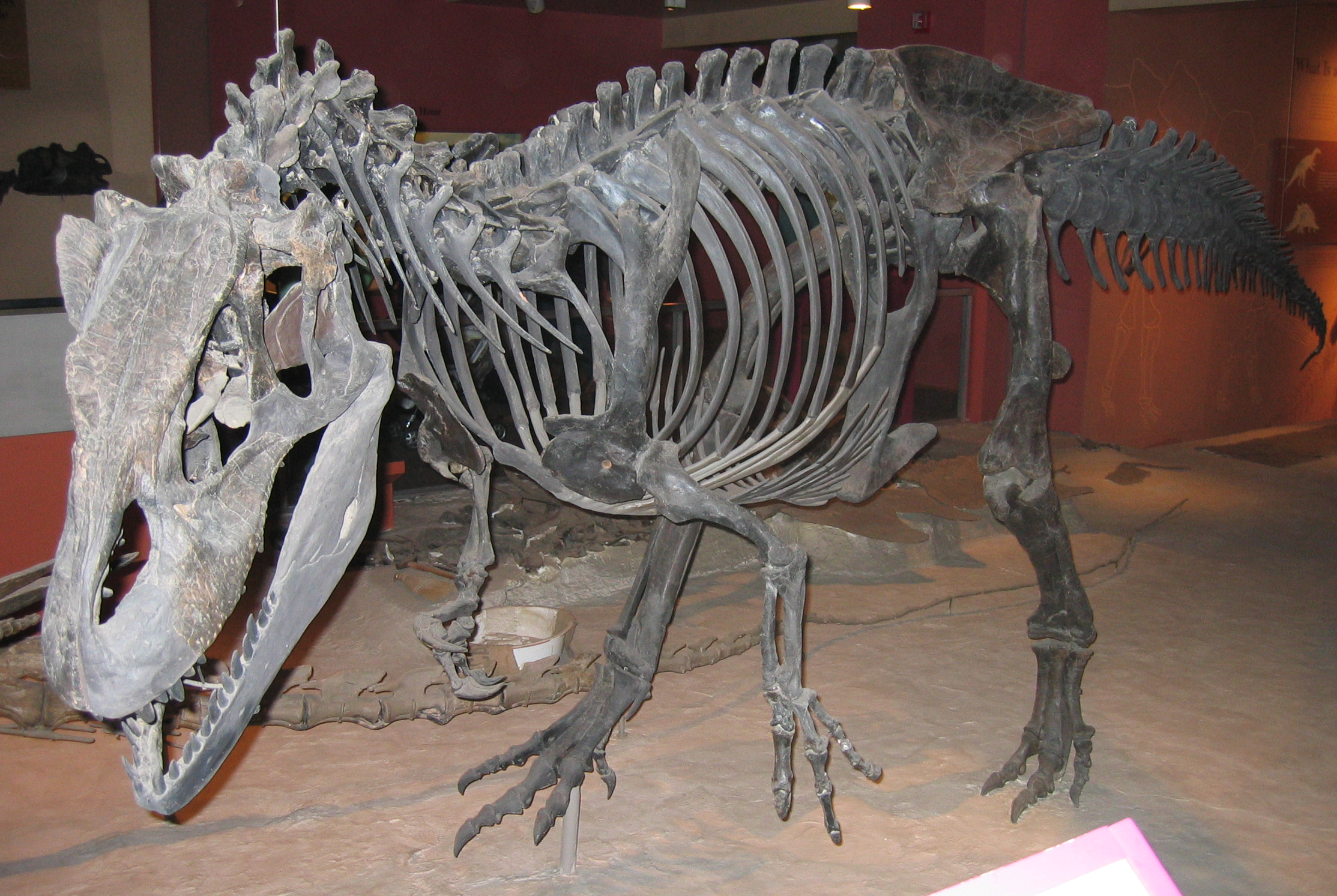
Scheletro montato di A. fragilis (esemplare USNM4734), con numerose ferite e traumi da incidenti

Nel 2001, Bruce Rothschild e altri hanno pubblicato uno studio che esamina le prove per le fratture da stress ed avulsioni dei tendini nei dinosauri teropodi e le loro implicazioni nel loro comportamento, dal momento che le fratture da stress sono causate da traumi ripetuti piuttosto che da eventi singoli, causati con più probabilità dal comportamento dell'animale rispetto ad altri tipi di lesioni. Le fratture da stress e le avulsioni dei tendini che si verificano nelle zampe anteriori hanno un significato speciale in quanto comportamentale, mentre le lesioni ai piedi potrebbero essere state causate dalla corsa o dalle migrazioni, mentre la lotta contro le prede sono la più probabile fonte di lesioni agli arti anteriori. L'Allosaurus era uno dei soli due teropodi esaminati nello studio nell'avere un'avulsione ai tendini, e in entrambi i casi l'avulsione era presente nell'arto anteriore. Quando i ricercatori hanno esaminato le fratture da stress, hanno scoperto che l'Allosaurus aveva un numero significativamente maggiore di fratture da stress rispetto ad Albertosaurus, Ornithomimus e Archaeornithomimus. Delle 47 ossa della mano che i ricercatori hanno studiato, solo 3 presentano fratture da stress. Dei piedi, 281 ossa sono state studiate e solo 17 possedevano fratture da stress. Le fratture da stress alle ossa dei piede "sono distribuite sulle falangi prossimali" e si sono verificate in tutte le tre dita portanti in numeri "statisticamente indistinguibili". Poiché l'estremità inferiore del terzo metatarso sarebbe venuta a contatto con il terreno per prima, mentre l'animale correva, questa avrebbe portato più stress. Se le fratture da stress degli Allosaurus sono state causate da danni accumulati mentre camminavano o correvano quest'osso dovrebbe avere più fratture da stress rispetto agli altri. La mancanza di tali distorsioni negli esemplari esaminati indica che l'origine di tali fratture fosse diversa. Gli autori conclusero che queste fratture si sono verificate durante la lotta contro la preda, mentre l'Allosaurus tentava di tenerla ferma con i piedi. L'abbondanza di fratture da stress e lesioni da avulsione in Allosaurus forniscono prove per indicare che l'Allosaurus fosse un predatore molto attivo piuttosto che uno spazzino.
La scapola sinistra e il perone di un esemplare di Allosaurus fragilis catalogato come USNM 4734 sono entrambi patologici, sebbene entrambi mostrino segni di guarigione. Il campione USNM 8367 conserva molte gastralie patologiche che conservano evidenze di fratture guarite alla loro metà. Alcune delle fratture sono parzialmente guarite e si sono formate delle "pseudoartrosi". Un altro esemplare con una costola fratturata è stato recuperato dalla Cleveland-Lloyd Quarry. Un altro campione avevano costole fratturate e vertebre fuse vicino alla fine della coda. Un probabile maschio adolescente di A. fragilis è stato ritrovato con segni di ampie patologie, con un totale di quattordici lesioni separate. L'esemplare MOR 693 conservava ben cinque costole patologiche, la sesta vertebra del collo e la terza e ottava vertebra dorsale danneggiate, e la seconda vertebra caudale, l'osso chevron, la scapola destra, la prima falange del terzo dito e la terza falange del secondo presentano tutti delle lesioni, mentre l'ileo possedeva "un grande foro ... causata da un colpo dall'alto". L'estremità vicina alla prima falange del terzo dito è affetta da un involucrum.

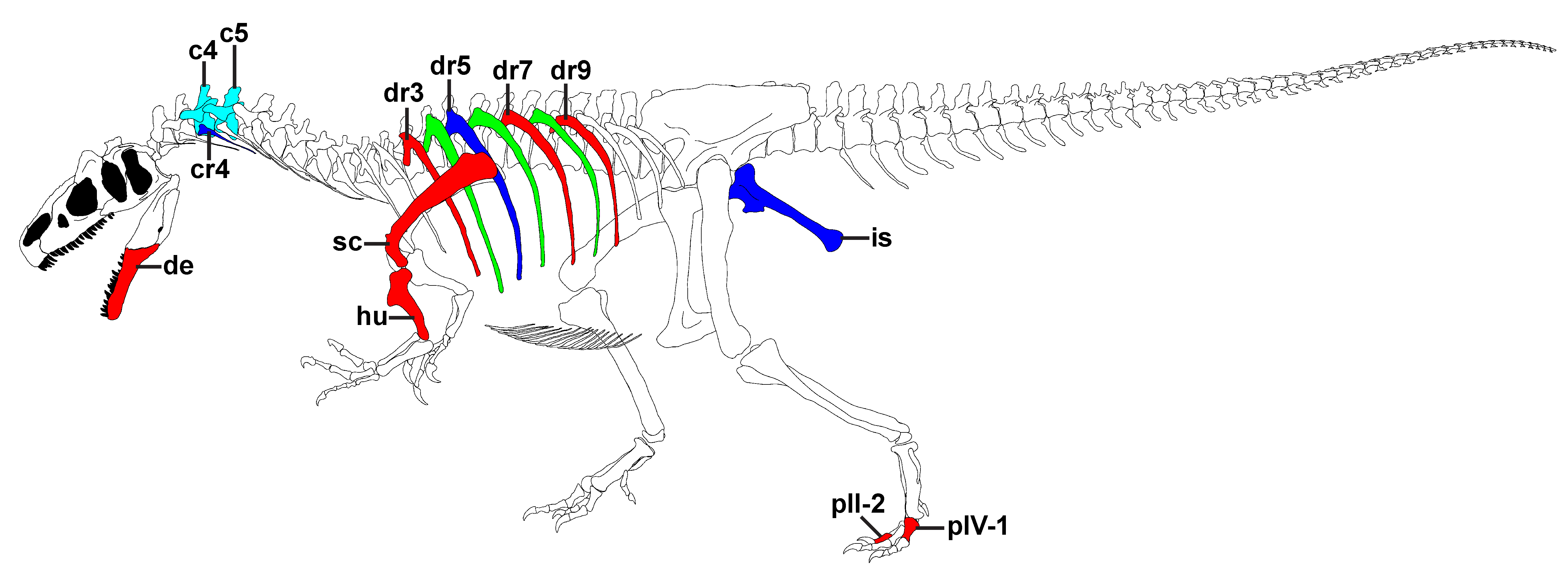
Illustrazione scheletrica di "Big Al II", le ossa colorate mostrano delle patologie

Altre patologie riportate negli esemplari di Allosaurus includono: interruzioni di salice in due costole. Fratture guarite nell'omero e nel radio. Distorsioni del giunto superficiale nel piede, forse a causa di artrosi o problemi di sviluppo. Osteopetrosi lungo la superficie endostale di una tibia. Distorsioni delle superfici articolari delle vertebre della coda, possibilmente dovute a osteoartrosi o a problemi dello sviluppo. "Estesa anchilosi neoplastica caudale", possibilmente dovuta ad un trauma fisico, nonché la fusione di galloni al centro. Estesa coossificazione nelle vertebre centrali vicino alla fine della coda. Amputazione di un osso chevron e del piede, eventualmente a seguito di un morso. "Estesa esostosi" della prima falange del terzo dito. Lesioni simili a quelli causati da osteomielite in due scapole. Osteofiti in una premascella, un ungueale e due metacarpi. Esostosi in una falange pedale possibilmente attribuibili ad una malattia infettiva. Un metacarpale con una frattura depressa rotonda.

## Paleoecologia
L'Allosaurus era il carnivoro più comune nel vasto tratto della formazione rocciosa dell'America occidentale, conosciuta come Formazione Morrison, rappresentando ben il 70-75% dei teropodi ritrovati, e come tale era in cima alla catena alimentare del suo ambiente. La Formazione Morrison viene interpretato come un ambiente semi-arido, caratterizzato da distinte stagioni secche e umide e piatte pianure. La vegetazione varia dai boschi di conifere limitrofi ai fiumi, felci arboree, felci di terra (foreste a galleria) e felci delle savane, con alberi occasionali come la conifera araucaria Brachyphyllum.
La Formazione Morrison era un ambiente ricco con una fauna unica e meravigliosa, per i cacciatori di fossili. La flora del periodo era composta da alghe verdi, funghi, muschi, equiseti, felci, cycadi, ginkgo e diverse famiglie di conifere. La fauna fossile include bivalvi, lumache, pesci, rane, salamandre, tartarughe, sphenodonti, lucertole, crocodylomorphi terrestri e acquatici, diverse specie di pterosauri, numerose specie di dinosauri, e alcuni dei primi mammiferi come i docodonti, multituberculati, symmetrodonti e triconodonti. Tra i dinosauri conosciuti dalla Formazione Morrison si possono includere i teropodi Ceratosaurus, Ornitholestes, Tanycolagreus e Torvosaurus, i sauropodi Apatosaurus, Brachiosaurus, Brontosaurus, Camarasaurus e Diplodocus, e gli ornitischi Camptosaurus, Dryosaurus e Stegosaurus. L'Allosaurus si trova comunemente negli stessi siti insieme ad Apatosaurus, Camarasaurus, Diplodocus e Stegosaurus. Le formazioni del Giurassico del Portogallo, dove è stato ritrovato l'Allosaurus hanno una fauna molto simile alla Formazione Morrison, ma hanno una forte influenza marina. Molti dei dinosauri della Formazione Morrison sono gli stessi generi visti nelle rocce portoghesi (soprattutto Allosaurus, Ceratosaurus, Torvosaurus e Stegosaurus), oppure son delle controparti europee dei generi americani, come il Lusotitan, il Draconyx e il Miragaia.

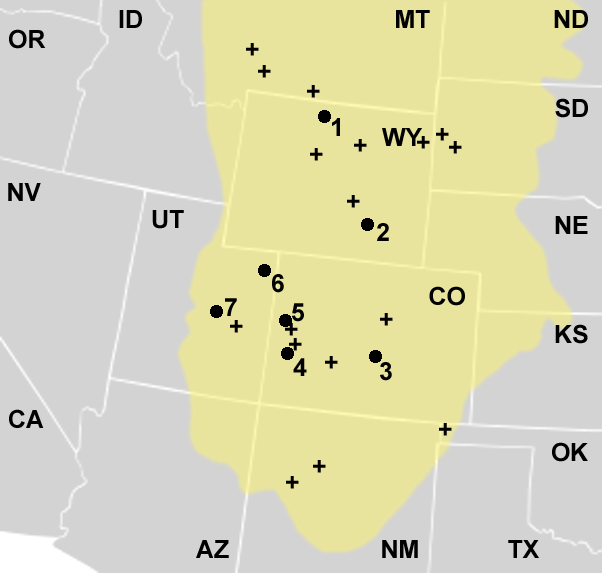
Locazione della Formazione Morrison (giallo), dove sono stati ritrovati i fossili di Allosaurus

L'Allosaurus coesisteva con altri grandi teropodi come il Ceratosaurus e il Torvosaurus sia negli Stati Uniti sia in Portogallo. I tre sembrano aver avuto diverse nicchie ecologiche, sulla base della loro anatomia e della posizione dei loro fossili. Il Ceratosaurs e il Torvosaurs preferivano gli ambienti boscosi lungo i corsi d'acqua, dove i loro corpi più bassi e snelli avrebbero conferito loro un notevole vantaggio nel sottobosco, mentre l'Allosaurus erano più robusti, con gambe più lunghe, più veloce ma meno agile, preferendo pianure pianeggianti e secche. Il Ceratosaurus, meglio conosciuto del Torvosaurus, differiva notevolmente dall'Allosaurus nell'anatomia funzionale avendo un cranio alto stretto con grandi denti larghi. Un Allosaurus giovane, debole, ferito o morto di per sé era un potenziale alimento per altri carnivori, come illustrato dal piede pubico di un Allosaurus delimitato dai denti di un altro teropode, probabilmente un Ceratosaurus o un Torvosaurus. La posizione dell'osso nel corpo (lungo il margine inferiore del tronco e parzialmente schermato dalle gambe), e il fatto che fosse tra le ossa più massicce dello scheletro, indica che l'Allosaurus è stato oggetto di saprofagia.

## Nella cultura di massa
Prima della scoperta del Tyrannosaurus, l'Allosaurus era uno dei dinosauri più famosi per il grande pubblico, grazie soprattutto alla grande quantità di scheletri ritrovati, rappresentando la quintessenza del dinosauro carnivoro di grandi dimensioni, nella cultura popolare occidentale. Si tratta di un dinosauro comune nei musei americani, dovuto in particolare agli scavi presso il Dinosaur Quarry Cleveland-Lloyd; Nel 1976, a seguito di operazioni di cooperazione, 38 musei in otto paesi su tre continenti avevano i calchi o il materiale fossile originale di Allosaurus del Cleveland-Lloyd. L'Allosaurus è anche il fossile rappresentativo dello stato dello Utah.
L'Allosaurus è stato descritto nella cultura popolare sin dai primi anni del XX secolo. Era il predatore dominante nel romanzo di Arthur Conan Doyle (1912), Il mondo perduto e nel suo adattamento cinematografico del 1925, il primo lungometraggio in stop-motion che ritraeva i dinosauri. L'Allosaurus è stato utilizzato come dinosauro protagonista nei film La valle dei disperati (1956), e La vendetta di Gwangi (1969), film che combinarono i dinosauri con il western. Ne La vendetta di Gwangi, Gwangi è presentato come un Allosaurus, anche se Ray Harryhausen ha basato il suo modello per la creatura sulla rappresentazione del Tyrannosaurus, de Il mondo perduto. Harryhausen a volte confondeva i due, dichiarando in un'intervista DVD "Sono entrambi mangiatori di carne, sono entrambi tiranni … uno era solo un po' più grande rispetto all'altro."
Nel ventunesimo secolo, Allosaurus è apparso come protagonista nel secondo episodio nel documentario della BBC Nel mondo dei Dinosauri e nel suo spin-off La ballata di Big Al, documentario che speculava sulla possibile vita condotta dall'esemplare "Big Al", sulla base di prove scientifiche e delle numerose lesioni e patologie del suo scheletro. L'Allosaurus è protagonista anche nel secondo episodio del documentario della Discovery Channel Il regno dei Dinosauri. La sua rappresentazione in questa serie è stata basata su un campione con la mandibola frantumata scoperta dal paleontologo Thomas Holtz.